# Torneo Clausura 2018 Serie A de México
El Torneo Clausura 2018 fue el 42.º torneo corto que cerró la LXVIII temporada de la Segunda División. El equipo de Loros de Colima se proclamó como campeón de la edición, por lo que debió enfrentarse en la Final de Ascenso ante el Club Tepatitlán, campeón del Apertura 2017.

## Sistema de competición
El sistema de competición de este torneo se desarrolla en dos fases:
- Fase de calificación: que se integra por las 17 jornadas del torneo, considerando que hay 2 grupos.
- Fase final: que se integrará por los partidos de ida y vuelta en rondas de cuartos de final, de semifinal y final

### Fase de calificación
En la fase de calificación se observa el sistema de puntos. La ubicación en la tabla general está sujeta a lo siguiente:
- Por juego ganado se obtienen tres puntos (Si el visitante gana por diferencia de 2 o más goles se lleva el punto extra).
- Por juego empatado se obtiene un punto (En caso de empate a 2 o más goles se juegan en penales el punto extra).
- Por juego perdido no se otorgan puntos.

El orden de los clubes al final de la Fase de Calificación del torneo corresponderá a la suma de los puntos obtenidos por cada uno de ellos y se presentará en forma descendente. Si al finalizar las 15 jornadas del torneo, dos o más clubes estuviesen empatados en puntos, su posición en la Tabla general será determinada atendiendo a los siguientes criterios de desempate:
1. Mejor diferencia entre los goles anotados y recibidos.
2. Mayor número de goles anotados.
3. Marcadores particulares entre los Clubes empatados.
4. Mayor número de goles anotados como visitante.
5. Mejor ubicado en la Tabla general de cocientes.
6. Tabla Fair Play.
7. Sorteo.

Para determinar los lugares que ocuparán los clubes que participen en la Fase final del Torneo se tomará como base la Tabla General.
Participarán automáticamente por el título de Campeón de la Liga Premier de Ascenso los primeros 8 lugares de tabla general – no pudiendo participar en esta liguilla por derecho a ascenso los 18 equipos filiales de Liga MX quienes tendrán su propia liguilla-.

### Fase final
Los ocho clubes calificados para cada liguilla del torneo serán reubicados de acuerdo con el lugar que ocupen en la Tabla General de Cocientes al término de la jornada 17, con el puesto del número uno al club mejor clasificado, y así hasta el #8. Los partidos a esta fase se desarrollarán a visita, en las siguientes etapas:
- Cuartos de final
- Semifinales
- Final

Los clubes vencedores en los partidos de cuartos de final y semifinal serán aquellos que en los dos juegos anoten el mayor número de goles. De existir empate en el número de goles anotados, la posición se definirá a favor del club con mayor cantidad de goles a favor cuando actúe como visitante.
Si una vez aplicado el criterio anterior los clubes siguieran empatados, se observará la posición de los clubes en la Tabla general de clasificación.
Los partidos correspondientes a la fase final se jugarán obligatoriamente los días miércoles y sábado, y jueves y domingo eligiendo, en su caso, exclusivamente en forma descendente, los cuatro Clubes mejor clasificados en la Tabla general al término de la jornada 17, el día y horario de su partido como local. Los siguientes cuatro Clubes podrán elegir únicamente el horario.
El Club vencedor de la Final y por lo tanto Campeón, será aquel que en los dos partidos anote el mayor número de goles. Si al término del tiempo reglamentario el partido está empatado, se agregarán dos tiempos extras de 15 minutos cada uno. De persistir el empate en estos periodos, se procederá a lanzar tiros penales hasta que resulte un vencedor.
Los partidos de cuartos de final se jugarán de la siguiente manera:
2.º vs 7.º
3.º vs 6.º
En las semifinales participarán los cuatro clubes vencedores de cuartos de final, reubicándolos del uno al cuatro, de acuerdo a su mejor posición en la Tabla general de clasificación al término de la jornada 17 del torneo correspondiente, enfrentándose:
2.º vs 3.º
Disputarán el título de Campeón de los Torneos de Apertura 2017 y Clausura 2018 los dos clubes vencedores de la fase semifinal correspondiente, reubicándolos del uno al dos, de acuerdo a su mejor posición en la Tabla general de clasificación al término de las jornadas de cada torneo.

## Equipos participantes

### Equipos por Entidad Federativa
Se muestran las localizaciones en mapa de equipos de Segunda División de México 2017-18 ramal Serie A.
Para la temporada 2017-18, la entidad federativa de la República Mexicana con más equipos en la Serie A Jalisco con cuatro equipos.
| Entidad Federativa | N.º | Equipos                                        |
| ------------------ | --- | ---------------------------------------------- |
| Jalisco            | 4   | Atlas "B", Guadalajara "B", Tecos y Tepatitlán |
| Hidalgo            | 3   | Cruz Azul Hidalgo, Cruz Azul "B" y Pachuca "B" |
| Michoacán          | 3   | Morelia "B", Real Zamora y La Piedad           |
| Ciudad de México   | 2   | América "B" y UNAM "B"                         |
| Guanajuato         | 2   | Irapuato y León "B"                            |
| Morelos            | 2   | Halcones y Sporting Canamy                     |
| Nuevo León         | 2   | Monterrey "B" y Tigres "B"                     |
| Puebla             | 2   | Lobos BUAP "B" y Puebla "B"                    |
| Quintana Roo       | 2   | Inter Playa y Pioneros                         |
| Tamaulipas         | 2   | Atlético Reynosa y Gavilanes                   |
| Aguascalientes     | 1   | Necaxa "B"                                     |
| Baja California    | 1   | Tijuana "B"                                    |
| Chiapas            | 1   | Tuxtla                                         |
| Chihuahua          | 1   | UACH                                           |
| Coahuila           | 1   | Santos Laguna "B"                              |
| Colima             | 1   | Loros de Colima                                |
| Durango            | 1   | Durango                                        |
| Estado de México   | 1   | Toluca "B"                                     |
| Nayarit            | 1   | Tepic                                          |
| Querétaro          | 1   | Querétaro                                      |
| Sinaloa            | 1   | Pacific                                        |
| Veracruz           | 1   | Veracruz "B"                                   |

### Información sobre los equipos participantes

#### Grupo 1
| Equipo            | Entrenador          | Sede                           | Estadio                       | Capacidad | Filial            |
| ----------------- | ------------------- | ------------------------------ | ----------------------------- | --------- | ----------------- |
| Atlas "B"         | Adán Fregoso        | Zapopan, Jalisco               | Atlas Colomos                 | 3 000     | Atlas F. C.       |
| Atlético Reynosa  | Esteban Mejía       | Reynosa, Tamaulipas            | Reynosa                       | 20 000    |                   |
| Club Tepatitlán   | Enrique López Zarza | Tepatitlán de Morelos, Jalisco | Gregorio "Tepa" Gómez         | 10 000    |                   |
| Deportivo Tepic   | Christian Rivera    | Tepic, Nayarit                 | Nicolás Álvarez Ortega        | 12 971    |                   |
| Dorados UACH      | Francisco Gamboa    | Chihuahua, Chihuahua           | Olímpico UACH                 | 22 000    |                   |
| Durango           | Julio Estrada       | Durango, Durango               | Francisco Zarco               | 18 000    |                   |
| Gavilanes F. C.   | Mario Pérez         | Matamoros, Tamaulipas          | El Hogar                      | 36 000    |                   |
| Guadalajara "B"   | Omar Arellano       | Zapopan, Jalisco               | Verde Valle                   | 2 000     | C. D. Guadalajara |
| León "B"          | Alfredo Murguía     | León, Guanajuato               | Casa Club León                | 2 000     | C. León           |
| Loros de Colima   | Víctor Hugo Mora    | Colima, Colima                 | Olímpico Universitario        | 15 000    |                   |
| Monterrey "B"     | Juan Carlos Barrón  | Santiago, Nuevo León           | El Barrial                    | 3 000     | C. F. Monterrey   |
| Morelia "B"       | Gastón Obledo       | Morelia, Michoacán             | Cancha Anexa Morelos          | 1 000     | Monarcas Morelia  |
| Necaxa "B"        | Jorge Martínez      | Aguascalientes, Aguascalientes | Victoria                      | 25 500    | C. Necaxa         |
| Pacific F.C.      | Luis Mendoza        | Los Mochis, Sinaloa            | Centenario                    | 15 000    |                   |
| Santos Laguna "B" | Miguel García       | Torreón, Coahuila              | TSM Cancha Externa N.º 5      | 1 000     | C. Santos Laguna  |
| Tecos F.C.        | Rodrigo Ruiz        | Zapopan, Jalisco               | Tres de Marzo                 | 18 779    |                   |
| Tigres UANL "B"   | Hernán Elizondo     | Zuazua, Nuevo León             | Instalaciones de Zuazua N.º 2 | 1 000     | C. F. Tigres UANL |
| Tijuana "B"       | Gilberto Mora       | Tijuana, Baja California       | Caliente                      | 27 333    | C. Tijuana        |

#### Grupo 2
| Equipo             | Entrenador              | Sede                                  | Estadio                         | Capacidad | Filial                  |
| ------------------ | ----------------------- | ------------------------------------- | ------------------------------- | --------- | ----------------------- |
| América "B"        | Ernestino Ramella       | Ciudad de México                      | Inst. Club América Cancha N.º 2 | 1 000     | C. América              |
| Cruz Azul "B"      | Porfirio Jiménez        | Ciudad Cooperativa Cruz Azul, Hidalgo | 10 de diciembre                 | 17 000    | Cruz Azul F. C.         |
| Cruz Azul Hidalgo  | Edgardo Fuentes         | Ciudad Cooperativa Cruz Azul, Hidalgo | 10 de diciembre                 | 17 000    |                         |
| Halcones           | Martín Reyna            | Cuernavaca, Morelos                   | Centenario                      | 14 800    |                         |
| Inter Playa        | Manuel Salcedo          | Playa del Carmen, Quintana Roo        | Mario Villanueva Madrid         | 7 500     |                         |
| Irapuato           | Luis Padilla            | Irapuato, Guanajuato                  | Sergio León Chávez              | 30 000    |                         |
| La Piedad          | Héctor Jair Real        | La Piedad, Michoacán                  | Juan N. López                   | 17 500    |                         |
| Lobos BUAP "B"     | Hiram Bandala           | Puebla, Puebla                        | Olímpico de la BUAP             | 20 411    | C. F. Lobos BUAP        |
| Pachuca "B"        | Francisco Javier Cortez | San Agustín Tlaxiaca, Hidalgo         | Inst. Universidad del Fútbol    | 1 000     | C. F. Pachuca           |
| Pioneros de Cancún | Enrique Vela            | Cancún, Quintana Roo                  | Olímpico Andrés Quintana Roo    | 17 289    |                         |
| Puebla "B"         | Horacio Arce            | Puebla, Puebla                        | Club Alpha Cancha 3             | 2 000     | Puebla F. C.            |
| Querétaro "B"      | Isaac Morales           | Querétaro, Querétaro                  | Corregidora                     | 34 000    | Querétaro F. C.         |
| Real Zamora        | Francisco Javier Gómez  | Zamora, Michoacán                     | Zamora                          | 7 200     |                         |
| Sporting Canamy    | Mario Alberto Trejo     | Oaxtepec, Morelos                     | Olímpico de la U. D. del IMSS   | 9 000     |                         |
| Toluca "B"         | Marvin Cabrera          | Metepec, Estado de México             | Instalaciones de Metepec        | 1 000     | D. Toluca               |
| Tuxtla F. C.       | Jorge Alberto Urbina    | Tuxtla Gutiérrez, Chiapas             | Víctor Manuel Reyna             | 29 001    |                         |
| UNAM "B"           | Ismael Íñiguez          | Ciudad de México                      | La Cantera                      | 2 000     | C. Universidad Nacional |
| Veracruz "B"       | Arturo Avilés           | Veracruz, Veracruz                    | Luis "Pirata" Fuente            | 28 703    | C. Tiburones Rojos      |

## Torneo Regular
- Calendario según la página oficial.
- Las horas son mostradas en el Tiempo local.

| Jornada 1         | Jornada 1     | Jornada 1         | Jornada 1                | Jornada 1  | Jornada 1 | Jornada 1    | Jornada 1  | Jornada 1 | Jornada 1 | Jornada 1 | Jornada 1 | Jornada 1 |
| Grupo A           | Grupo A       | Grupo A           | Grupo A                  | Grupo A    | Grupo A   | Grupo A      | Grupo A    | Grupo A   | Grupo A   | Grupo A   | Grupo A   | Grupo A   |
| Local             | Resultado     | Visitante         | Estadio                  | Fecha      | Hora      | Espectadores | Amonestado | Expulsado |           |           |           |           |
| ----------------- | ------------- | ----------------- | ------------------------ | ---------- | --------- | ------------ | ---------- | --------- | --------- | --------- | --------- | --------- |
| León "B"          | 1 - 0         | Necaxa "B"        | Casa Club León           | 5 de enero | 10:00     | 50           | 2          | 0         |           |           |           |           |
| Monterrey "B"     | 1 - 1         | Dorados UACH      | El Barrial               | 5 de enero | 17:00     | 52           | 3          | 0         |           |           |           |           |
| Deportivo Tepic   | 1 - 0         | Atlas "B"         | Nicolás Álvarez Ortega   | 5 de enero | 20:30     | 2 567        | 2          | 0         |           |           |           |           |
| Santos Laguna "B" | 4 - 2         | Pacific F.C.      | TSM Cancha Externa No. 5 | 6 de enero | 11:00     | 100          | 4          | 0         |           |           |           |           |
| Tigres UANL "B"   | 1 - 1         | Morelia "B"       | Instalaciones de Zuazua  | 6 de enero | 11:30     | 50           | 3          | 0         |           |           |           |           |
| Gavilanes F. C.   | 2 - 2 (1 - 3) | Guadalajara "B"   | El Hogar                 | 6 de enero | 15:00     | 5 000        | 5          | 0         |           |           |           |           |
| Club Tepatitlán   | 3 - 2         | Tijuana "B"       | Tepa Gómez               | 6 de enero | 16:00     | 3 000        | 1          | 0         |           |           |           |           |
| Atlético Reynosa  | 1 - 0         | Durango           | Reynosa                  | 6 de enero | 17:00     | 1 000        | 0          | 0         |           |           |           |           |
| Tecos F.C.        | 1 - 3         | Loros de Colima   | Tres de Marzo            | 7 de enero | 17:00     | 400          | 4          | 0         |           |           |           |           |
| Grupo B           |               |                   |                          |            |           |              |            |           |           |           |           |           |
| Local             | Resultado     | Visitante         | Estadio                  | Fecha      | Hora      | Espectadores | Amonestado | Expulsado |           |           |           |           |
| Lobos BUAP "B"    | 2 - 2 (2 - 4) | La Piedad         | Universitario BUAP       | 5 de enero | 10:00     | 200          | 3          | 1         |           |           |           |           |
| UNAM "B"          | 2 - 2 (3 - 2) | Real Zamora       | La Cantera               | 5 de enero | 10:00     | 100          | 3          | 0         |           |           |           |           |
| Querétaro "B"     | 2 - 2 (2 - 4) | Halcones          | CEGAR                    | 5 de enero | 12:00     | 200          | 2          | 1         |           |           |           |           |
| Puebla "B"        | 0 - 2         | Pioneros          | Complejo Dep. Los Olivos | 5 de enero | 12:00     | 100          | 4          | 1         |           |           |           |           |
| Cruz Azul "B"     | 4 - 5         | Irapuato          | 10 de diciembre          | 5 de enero | 15:00     | 100          | 0          | 0         |           |           |           |           |
| Veracruz "B"      | 0 - 0         | Cruz Azul Hidalgo | Luis "Pirata" Fuente     | 5 de enero | 20:13     | 100          | 6          | 0         |           |           |           |           |
| Toluca "B"        | 2 - 1         | Pachuca "B"       | Instalaciones de Metepec | 6 de enero | 10:00     | 50           | 3          | 0         |           |           |           |           |
| Sporting Canamy   | 3 - 1         | América "B"       | Olímpico de Oaxtepec     | 6 de enero | 16:00     | 30           | 5          | 1         |           |           |           |           |
| Inter Playa       | 0 - 4         | Tuxtla F. C.      | Mario Villanueva Madrid  | 6 de enero | 19:00     | 300          | 5          | 0         |           |           |           |           |

| Jornada 2         | Jornada 2     | Jornada 2         | Jornada 2                        | Jornada 2   | Jornada 2 | Jornada 2    | Jornada 2  | Jornada 2 | Jornada 2 | Jornada 2 | Jornada 2 | Jornada 2 |
| Grupo A           | Grupo A       | Grupo A           | Grupo A                          | Grupo A     | Grupo A   | Grupo A      | Grupo A    | Grupo A   | Grupo A   | Grupo A   | Grupo A   | Grupo A   |
| Local             | Resultado     | Visitante         | Estadio                          | Fecha       | Hora      | Espectadores | Amonestado | Expulsado |           |           |           |           |
| ----------------- | ------------- | ----------------- | -------------------------------- | ----------- | --------- | ------------ | ---------- | --------- | --------- | --------- | --------- | --------- |
| Tijuana "B"       | 5 - 1         | Deportivo Tepic   | Caliente                         | 12 de enero | 10:00     | 133          | 4          | 0         |           |           |           |           |
| Dorados UACH      | 2 - 1         | Santos Laguna "B" | Olímpico UACH                    | 12 de enero | 19:30     | 300          | 1          | 0         |           |           |           |           |
| Durango           | 1 - 0         | Gavilanes F. C.   | Francisco Zarco                  | 12 de enero | 20:30     | 500          | 6          | 1         |           |           |           |           |
| Morelia "B"       | 1 - 1         | Tecos F.C.        | Cancha Anexa Morelos             | 13 de enero | 10:00     | 50           | 0          | 0         |           |           |           |           |
| Atlas "B"         | 2 - 1         | Monterrey "B"     | Atlas Colomos                    | 13 de enero | 11:30     | 200          | 2          | 0         |           |           |           |           |
| Loros de Colima   | 2 - 0         | León "B"          | Olímpico Universitario de Colima | 13 de enero | 16:00     | 1 000        | 4          | 0         |           |           |           |           |
| Guadalajara "B"   | 0 - 0         | Club Tepatitlán   | Verde Valle                      | 14 de enero | 10:00     | 200          | 3          | 0         |           |           |           |           |
| Necaxa "B"        | 2 - 0         | Atlético Reynosa  | Victoria                         | 14 de enero | 11:00     | 150          | 1          | 0         |           |           |           |           |
| Pacific F.C.      | 1 - 1         | Tigres UANL "B"   | Centenario de Los Mochis         | 15 de enero | 17:00     | 500          | 2          | 0         |           |           |           |           |
| Grupo B           |               |                   |                                  |             |           |              |            |           |           |           |           |           |
| Local             | Resultado     | Visitante         | Estadio                          | Fecha       | Hora      | Espectadores | Amonestado | Expulsado |           |           |           |           |
| Pachuca "B"       | 1 - 1         | Lobos BUAP "B"    | Inst. Universidad del Fútbol     | 12 de enero | 11:00     | 200          | 3          | 0         |           |           |           |           |
| Cruz Azul Hidalgo | 2 - 2 (6 - 5) | Inter Playa       | 10 de diciembre                  | 12 de enero | 15:00     | 200          | 5          | 0         |           |           |           |           |
| Halcones          | 2 - 1         | UNAM "B"          | Centenario                       | 13 de enero | 15:00     | 100          | 6          | 0         |           |           |           |           |
| Real Zamora       | 1 - 2         | Puebla "B"        | Zamora                           | 13 de enero | 15:00     | 500          | 0          | 1         |           |           |           |           |
| Tuxtla F. C.      | 2 - 1         | Toluca "B"        | Víctor Manuel Reyna              | 13 de enero | 16:00     | 1 400        | 4          | 2         |           |           |           |           |
| Pioneros          | 1 - 0         | América "B"       | Olímpico Andrés Quintana Roo     | 13 de enero | 17:00     | 1 100        | 0          | 0         |           |           |           |           |
| La Piedad         | 2 - 1         | Querétaro "B"     | Juan N. López                    | 13 de enero | 20:00     | 1 500        | 5          | 0         |           |           |           |           |
| Irapuato          | 2 - 1         | Veracruz "B"      | Sergio León Chávez               | 14 de enero | 15:00     | 500          | 5          | 0         |           |           |           |           |
| Sporting Canamy   | 2 - 2 (4 - 3) | Cruz Azul "B"     | Olímpico de Oaxtepec             | 14 de enero | 16:00     | 20           | 7          | 0         |           |           |           |           |

| Jornada 3         | Jornada 3     | Jornada 3         | Jornada 3                       | Jornada 3   | Jornada 3 | Jornada 3    | Jornada 3  | Jornada 3 | Jornada 3 | Jornada 3 | Jornada 3 | Jornada 3 |
| Grupo A           | Grupo A       | Grupo A           | Grupo A                         | Grupo A     | Grupo A   | Grupo A      | Grupo A    | Grupo A   | Grupo A   | Grupo A   | Grupo A   | Grupo A   |
| Local             | Resultado     | Visitante         | Estadio                         | Fecha       | Hora      | Espectadores | Amonestado | Expulsado |           |           |           |           |
| ----------------- | ------------- | ----------------- | ------------------------------- | ----------- | --------- | ------------ | ---------- | --------- | --------- | --------- | --------- | --------- |
| León "B"          | 2 - 1         | Tecos F.C.        | Casa Club León                  | 19 de enero | 10:00     | 50           | 3          | 0         |           |           |           |           |
| Monterrey "B"     | 0 - 0         | Tijuana "B"       | El Barrial                      | 19 de enero | 17:00     | 100          | 2          | 0         |           |           |           |           |
| Santos Laguna "B" | 1 - 2         | Atlas "B"         | TSM Cancha Externa No. 5        | 20 de enero | 11:00     | 100          | 6          | 1         |           |           |           |           |
| Tigres UANL "B"   | 0 - 1         | Dorados UACH      | Instalaciones de Zuazua         | 20 de enero | 11:30     | 100          | 2          | 0         |           |           |           |           |
| Gavilanes F. C.   | 1 - 1         | Necaxa "B"        | El Hogar                        | 20 de enero | 15:00     | 5 555        | 11         | 0         |           |           |           |           |
| Atlético Reynosa  | 2 - 1         | Loros de Colima   | Reynosa                         | 20 de enero | 17:00     | 500          | 4          | 0         |           |           |           |           |
| Pacific F.C.      | 1 - 1         | Morelia "B"       | Centenario de Los Mochis        | 21 de enero | 11:00     | 200          | 9          | 0         |           |           |           |           |
| Club Tepatitlán   | 1 - 0         | Durango           | Tepa Gómez                      | 21 de enero | 16:00     | 2 000        | 3          | 0         |           |           |           |           |
| Deportivo Tepic   | 0 - 0         | Guadalajara "B"   | Nicolás Álvarez Ortega          | 22 de enero | 16:00     | 1 132        | 3          | 0         |           |           |           |           |
| Grupo B           |               |                   |                                 |             |           |              |            |           |           |           |           |           |
| Local             | Resultado     | Visitante         | Estadio                         | Fecha       | Hora      | Espectadores | Amonestado | Expulsado |           |           |           |           |
| Lobos BUAP "B"    | 0 - 0         | Tuxtla F. C.      | Universitario BUAP              | 19 de enero | 10:00     | 50           | 3          | 0         |           |           |           |           |
| UNAM "B"          | 1 - 3         | La Piedad         | La Cantera                      | 19 de enero | 10:00     | 100          | 2          | 0         |           |           |           |           |
| América "B"       | 1 - 0         | Real Zamora       | Inst. Club América Cancha N.º 2 | 19 de enero | 10:00     | 100          | 2          | 0         |           |           |           |           |
| Querétaro "B"     | 2 - 0         | Pachuca "B"       | Corregidora                     | 19 de enero | 12:00     | 100          | 3          | 1         |           |           |           |           |
| Cruz Azul "B"     | 2 - 1         | Pioneros          | 10 de diciembre                 | 19 de enero | 15:00     | 250          | 3          | 0         |           |           |           |           |
| Puebla "B"        | 0 - 0         | Halcones          | Complejo Dep. Los Olivos        | 20 de enero | 10:00     | 100          | 1          | 0         |           |           |           |           |
| Toluca "B"        | 2 - 2 (4 - 1) | Cruz Azul Hidalgo | Instalaciones de Metepec        | 20 de enero | 10:00     | 100          | 4          | 1         |           |           |           |           |
| Sporting Canamy   | 0 - 4         | Irapuato          | Olímpico de Oaxtepec            | 20 de enero | 16:00     | 50           | 3          | 0         |           |           |           |           |
| Inter Playa       | 0 - 0         | Veracruz "B"      | Mario Villanueva Madrid         | 20 de enero | 19:00     | 400          | 7          | 0         |           |           |           |           |

| Jornada 4         | Jornada 4 | Jornada 4         | Jornada 4                        | Jornada 4     | Jornada 4 | Jornada 4    | Jornada 4  | Jornada 4 | Jornada 4 | Jornada 4 | Jornada 4 | Jornada 4 |
| Grupo A           | Grupo A   | Grupo A           | Grupo A                          | Grupo A       | Grupo A   | Grupo A      | Grupo A    | Grupo A   | Grupo A   | Grupo A   | Grupo A   | Grupo A   |
| Local             | Resultado | Visitante         | Estadio                          | Fecha         | Hora      | Espectadores | Amonestado | Expulsado |           |           |           |           |
| ----------------- | --------- | ----------------- | -------------------------------- | ------------- | --------- | ------------ | ---------- | --------- | --------- | --------- | --------- | --------- |
| Tijuana "B"       | 1 - 1     | Santos Laguna "B" | Caliente                         | 26 de enero   | 10:00     | 48           | 4          | 1         |           |           |           |           |
| Tecos F.C.        | 1 - 0     | Atlético Reynosa  | Tres de Marzo                    | 26 de enero   | 19:00     | 500          | 4          | 0         |           |           |           |           |
| Dorados UACH      | 1 - 2     | Pacific F.C.      | Olímpico UACH                    | 26 de enero   | 19:30     | 150          | 4          | 0         |           |           |           |           |
| Durango           | 2 - 1     | Deportivo Tepic   | Francisco Zarco                  | 26 de enero   | 20:30     | 700          | 5          | 0         |           |           |           |           |
| Atlas "B"         | 0 - 0     | Tigres UANL "B"   | Atlas Colomos                    | 27 de enero   | 11:30     | 75           | 3          | 0         |           |           |           |           |
| Loros de Colima   | 4 - 0     | Gavilanes F. C.   | Olímpico Universitario de Colima | 27 de enero   | 16:00     | 500          | 5          | 0         |           |           |           |           |
| Guadalajara "B"   | 1 - 0     | Monterrey "B"     | Verde Valle                      | 28 de enero   | 10:00     | 100          | 5          | 2         |           |           |           |           |
| Necaxa "B"        | 1 - 0     | Club Tepatitlán   | Victoria                         | 28 de enero   | 11:00     | 200          | 4          | 0         |           |           |           |           |
| Morelia "B"       | 1 - 3     | León "B"          | Cancha Anexa Morelos             | 14 de febrero | 12:00     | 100          | 4          | 0         |           |           |           |           |
| Grupo B           |           |                   |                                  |               |           |              |            |           |           |           |           |           |
| Local             | Resultado | Visitante         | Estadio                          | Fecha         | Hora      | Espectadores | Amonestado | Expulsado |           |           |           |           |
| Veracruz "B"      | 2 - 0     | Toluca "B"        | CAR Veracruz                     | 26 de enero   | 11:00     | 200          | 3          | 1         |           |           |           |           |
| Pachuca "B"       | 2 - 1     | UNAM "B"          | Inst. Universidad del Fútbol     | 26 de enero   | 12:00     | 200          | 5          | 0         |           |           |           |           |
| Cruz Azul Hidalgo | 1 - 2     | Lobos BUAP "B"    | 10 de diciembre                  | 26 de enero   | 15:00     | 200          | 4          | 0         |           |           |           |           |
| Halcones          | 1 - 0     | América "B"       | Centenario                       | 27 de enero   | 15:00     | 200          | 5          | 0         |           |           |           |           |
| Real Zamora       | 1 - 0     | Cruz Azul "B"     | Zamora                           | 27 de enero   | 15:00     | 300          | 0          | 0         |           |           |           |           |
| Tuxtla F. C.      | 2 - 0     | Querétaro "B"     | Víctor Manuel Reyna              | 27 de enero   | 16:00     | 1 500        | 4          | 0         |           |           |           |           |
| Pioneros          | 2 - 1     | Sporting Canamy   | Olímpico Andrés Quintana Roo     | 27 de enero   | 17:00     | 1 000        | 5          | 1         |           |           |           |           |
| La Piedad         | 1 - 1     | Puebla "B"        | Juan N. López                    | 27 de enero   | 20:00     | 1 000        | 10         | 1         |           |           |           |           |
| Irapuato          | 0 - 0     | Inter Playa       | Sergio León Chávez               | 28 de enero   | 15:00     | 300          | 7          | 0         |           |           |           |           |

| Jornada 5         | Jornada 5     | Jornada 5         | Jornada 5                       | Jornada 5    | Jornada 5 | Jornada 5    | Jornada 5  | Jornada 5 | Jornada 5 | Jornada 5 | Jornada 5 |
| Grupo A           | Grupo A       | Grupo A           | Grupo A                         | Grupo A      | Grupo A   | Grupo A      | Grupo A    | Grupo A   | Grupo A   | Grupo A   | Grupo A   |
| Local             | Resultado     | Visitante         | Estadio                         | Fecha        | Hora      | Espectadores | Amonestado | Expulsado |           |           |           |
| ----------------- | ------------- | ----------------- | ------------------------------- | ------------ | --------- | ------------ | ---------- | --------- | --------- | --------- | --------- |
| Monterrey "B"     | 2 - 2 (3 - 1) | Durango           | El Barrial                      | 2 de febrero | 17:00     | 150          | 3          | 0         |           |           |           |
| Dorados UACH      | 0 - 1         | Morelia "B"       | Olímpico UACH                   | 2 de febrero | 19:30     | 100          | 2          | 0         |           |           |           |
| Deportivo Tepic   | 1 - 0         | Necaxa "B"        | Nicolás Álvarez Ortega          | 2 de febrero | 20:30     | 150          | 3          | 4         |           |           |           |
| Santos Laguna "B" | 1 - 0         | Guadalajara "B"   | TSM Cancha Externa No. 5        | 3 de febrero | 11:00     | 100          | 4          | 0         |           |           |           |
| Tigres UANL "B"   | 2 - 0         | Tijuana "B"       | Instalaciones de Zuazua         | 3 de febrero | 11:30     | 100          | 2          | 0         |           |           |           |
| Gavilanes F. C.   | 0 - 0         | Tecos F.C.        | El Hogar                        | 3 de febrero | 15:00     | 3 000        | 3          | 0         |           |           |           |
| Atlético Reynosa  | 0 - 0         | León "B"          | Reynosa                         | 3 de febrero | 17:00     | 500          | 4          | 0         |           |           |           |
| Pacific F.C.      | 0 - 1         | Atlas "B"         | Centenario de Los Mochis        | 3 de febrero | 19:00     | 200          | 6          | 0         |           |           |           |
| Club Tepatitlán   | 1 - 1         | Loros de Colima   | Tepa Gómez                      | 4 de febrero | 16:00     | 2 000        | 4          | 0         |           |           |           |
| Grupo B           |               |                   |                                 |              |           |              |            |           |           |           |           |
| Local             | Resultado     | Visitante         | Estadio                         | Fecha        | Hora      | Espectadores | Amonestado | Expulsado |           |           |           |
| Lobos BUAP "B"    | 1 - 0         | Veracruz "B"      | Universitario BUAP              | 2 de febrero | 10:00     | 100          | 2          | 0         |           |           |           |
| UNAM "B"          | 1 - 0         | Tuxtla F. C.      | La Cantera                      | 2 de febrero | 10:00     | 100          | 5          | 0         |           |           |           |
| América "B"       | 2 - 1         | La Piedad         | Inst. Club América Cancha N.º 2 | 2 de febrero | 10:00     | 150          | 5          | 0         |           |           |           |
| Cruz Azul "B"     | 1 - 1         | Halcones          | 10 de diciembre                 | 2 de febrero | 15:00     | 150          | 3          | 2         |           |           |           |
| Toluca "B"        | 2 - 2 (3 - 4) | Inter Playa       | Instalaciones de Metepec        | 3 de febrero | 10:00     | 100          | 7          | 1         |           |           |           |
| Puebla "B"        | 1 - 2         | Pachuca "B"       | Complejo Dep. Los Olivos        | 3 de febrero | 10:00     | 100          | 4          | 2         |           |           |           |
| Sporting Canamy   | 1 - 4         | Real Zamora       | Olímpico de la U. D. del IMSS   | 3 de febrero | 16:00     | 50           | 5          | 1         |           |           |           |
| Pioneros          | 0 - 3         | Irapuato          | Olímpico Andrés Quintana Roo    | 3 de febrero | 17:00     | 300          | 4          | 0         |           |           |           |
| Querétaro "B"     | 1 - 1         | Cruz Azul Hidalgo | Corregidora                     | 5 de febrero | 17:00     | 150          | 4          | 0         |           |           |           |

| Jornada 6         | Jornada 6 | Jornada 6         | Jornada 6                        | Jornada 6     | Jornada 6 | Jornada 6    | Jornada 6  | Jornada 6 | Jornada 6 | Jornada 6 | Jornada 6 | Jornada 6 |
| Grupo A           | Grupo A   | Grupo A           | Grupo A                          | Grupo A       | Grupo A   | Grupo A      | Grupo A    | Grupo A   | Grupo A   | Grupo A   | Grupo A   | Grupo A   |
| Local             | Resultado | Visitante         | Estadio                          | Fecha         | Hora      | Espectadores | Amonestado | Expulsado |           |           |           |           |
| ----------------- | --------- | ----------------- | -------------------------------- | ------------- | --------- | ------------ | ---------- | --------- | --------- | --------- | --------- | --------- |
| León "B"          | 0 - 1     | Gavilanes F. C.   | Casa Club León                   | 9 de febrero  | 10:00     | 50           | 5          | 0         |           |           |           |           |
| Tijuana "B"       | 3 - 1     | Pacific F.C.      | Caliente                         | 9 de febrero  | 10:00     | 133          | 4          | 1         |           |           |           |           |
| Tecos F.C.        | 2 - 1     | Club Tepatitlán   | Tres de Marzo                    | 9 de febrero  | 19:00     | 500          | 3          | 0         |           |           |           |           |
| Durango           | 2 - 1     | Santos Laguna "B" | Francisco Zarco                  | 9 de febrero  | 20:30     | 350          | 4          | 0         |           |           |           |           |
| Morelia "B"       | 0 - 0     | Atlético Reynosa  | Cancha Anexa Morelos             | 10 de febrero | 10:00     | 50           | 2          | 1         |           |           |           |           |
| Atlas "B"         | 3 - 1     | Dorados UACH      | Atlas Colomos                    | 10 de febrero | 11:30     | 100          | 5          | 0         |           |           |           |           |
| Loros de Colima   | 1 - 2     | Deportivo Tepic   | Olímpico Universitario de Colima | 10 de febrero | 16:00     | 1 000        | 5          | 0         |           |           |           |           |
| Guadalajara "B"   | 1 - 0     | Tigres UANL "B"   | Verde Valle                      | 11 de febrero | 10:00     | 50           | 3          | 0         |           |           |           |           |
| Necaxa "B"        | 0 - 0     | Monterrey "B"     | Victoria                         | 11 de febrero | 11:00     | 100          | 6          | 1         |           |           |           |           |
| Grupo B           |           |                   |                                  |               |           |              |            |           |           |           |           |           |
| Local             | Resultado | Visitante         | Estadio                          | Fecha         | Hora      | Espectadores | Amonestado | Expulsado |           |           |           |           |
| Veracruz "B"      | 1 - 2     | Querétaro "B"     | CAR Veracruz                     | 9 de febrero  | 11:00     | 100          | 3          | 1         |           |           |           |           |
| Pachuca "B"       | 1 - 3     | América "B"       | Inst. Universidad del Fútbol     | 9 de febrero  | 12:00     | 200          | 3          | 1         |           |           |           |           |
| Cruz Azul Hidalgo | 1 - 0     | UNAM "B"          | 10 de diciembre                  | 9 de febrero  | 15:00     | 200          | 5          | 0         |           |           |           |           |
| Halcones          | 0 - 0     | Sporting Canamy   | Centenario                       | 10 de febrero | 15:00     | 150          | 7          | 1         |           |           |           |           |
| Real Zamora       | 0 - 1     | Pioneros          | Zamora                           | 10 de febrero | 15:00     | 400          | 6          | 0         |           |           |           |           |
| Tuxtla F. C.      | 4 - 2     | Puebla "B"        | Víctor Manuel Reyna              | 10 de febrero | 16:00     | 3 000        | 2          | 2         |           |           |           |           |
| Inter Playa       | 1 - 0     | Lobos BUAP "B"    | Mario Villanueva Madrid          | 10 de febrero | 19:00     | 1 000        | 5          | 2         |           |           |           |           |
| La Piedad         | 3 - 1     | Cruz Azul "B"     | Juan N. López                    | 10 de febrero | 20:00     | 1 000        | 2          | 0         |           |           |           |           |
| Irapuato          | 0 - 3     | Toluca "B"        | Sergio León Chávez               | 11 de febrero | 15:00     | 1 500        | 1          | 1         |           |           |           |           |

| Jornada 7         | Jornada 7                                                                                               | Jornada 7         | Jornada 7                       | Jornada 7     | Jornada 7 | Jornada 7    | Jornada 7  | Jornada 7 | Jornada 7 | Jornada 7 | Jornada 7 | Jornada 7 |
| Grupo A           | Grupo A                                                                                                 | Grupo A           | Grupo A                         | Grupo A       | Grupo A   | Grupo A      | Grupo A    | Grupo A   | Grupo A   | Grupo A   | Grupo A   | Grupo A   |
| Local             | Resultado                                                                                               | Visitante         | Estadio                         | Fecha         | Hora      | Espectadores | Amonestado | Expulsado |           |           |           |           |
| ----------------- | --- | ----------------- | ------------------------------- | ------------- | --------- | ------------ | ---------- | --------- | --------- | --------- | --------- | --------- |
| Monterrey "B"     | 1 - 2 (enlace roto disponible en Internet Archive; véase el historial, la primera versión y la última). | Loros de Colima   | El Barrial                      | 16 de febrero | 17:00     | 50           | 5          | 0         |           |           |           |           |
| Dorados UACH      | 3 - 2                                                                                                   | Tijuana "B"       | Olímpico UACH                   | 16 de febrero | 19:30     | 300          | 2          | 0         |           |           |           |           |
| Deportivo Tepic   | 0 - 2                                                                                                   | Tecos F.C.        | Olímpico Santa Teresita         | 16 de febrero | 20:30     | 900          | 4          | 0         |           |           |           |           |
| Santos Laguna "B" | 1 - 2                                                                                                   | Necaxa "B"        | TSM Cancha Externa N.º 5        | 17 de febrero | 11:00     | 100          | 4          | 1         |           |           |           |           |
| Tigres UANL "B"   | 3 - 1                                                                                                   | Durango           | Instalaciones de Zuazua         | 17 de febrero | 11:30     | 50           | 6          | 0         |           |           |           |           |
| Atlas "B"         | 1 - 1                                                                                                   | Morelia "B"       | Atlas Colomos                   | 17 de febrero | 11:30     | 200          | 4          | 0         |           |           |           |           |
| Gavilanes F. C.   | 3 - 2                                                                                                   | Atlético Reynosa  | El Hogar                        | 17 de febrero | 15:00     | 6 200        | 6          | 0         |           |           |           |           |
| Club Tepatitlán   | 3 - 0                                                                                                   | León "B"          | Tepa Gómez                      | 17 de febrero | 16:00     | 2 000        | 4          | 0         |           |           |           |           |
| Pacific F.C.      | 1 - 0                                                                                                   | Guadalajara "B"   | Centenario de Los Mochis        | 17 de febrero | 19:00     | 300          | 3          | 0         |           |           |           |           |
| Grupo B           | |                   |                                 |               |           |              |            |           |           |           |           |           |
| Local             | Resultado                                                                                               | Visitante         | Estadio                         | Fecha         | Hora      | Espectadores | Amonestado | Expulsado |           |           |           |           |
| Lobos BUAP "B"    | 1 - 1                                                                                                   | Toluca "B"        | Universitario BUAP              | 16 de febrero | 10:00     | 150          | 3          | 0         |           |           |           |           |
| UNAM "B"          | 0 - 3                                                                                                   | Veracruz "B"      | La Cantera                      | 16 de febrero | 10:00     | 250          | 4          | 0         |           |           |           |           |
| América "B"       | 1 - 2                                                                                                   | Tuxtla F. C.      | Inst. Club América Cancha N.º 2 | 16 de febrero | 10:00     | 200          | 3          | 0         |           |           |           |           |
| Querétaro "B"     | 0 - 1                                                                                                   | Inter Playa       | Corregidora                     | 16 de febrero | 12:00     |              |            |           |           |           |           |           |
| Cruz Azul "B"     | 4 - 1                                                                                                   | Pachuca "B"       | 10 de diciembre                 | 16 de febrero | 15:00     | 100          | 0          | 0         |           |           |           |           |
| Puebla "B"        | 2 - 1                                                                                                   | Cruz Azul Hidalgo | Complejo Dep. Los Olivos        | 17 de febrero | 10:00     | 100          | 3          | 0         |           |           |           |           |
| Real Zamora       | 1 - 1                                                                                                   | Irapuato          | Zamora                          | 17 de febrero | 15:00     | 1 000        | 3          | 0         |           |           |           |           |
| Pioneros          | 0 - 1                                                                                                   | Halcones          | Olímpico Andrés Quintana Roo    | 17 de febrero | 16:00     | 250          | 4          | 0         |           |           |           |           |
| Sporting Canamy   | 0 - 1                                                                                                   | La Piedad         | Olímpico de la U. D. del IMSS   | 17 de febrero | 17:00     | 150          | 2          | 0         |           |           |           |           |

| Jornada 8         | Jornada 8     | Jornada 8         | Jornada 8                        | Jornada 8     | Jornada 8 | Jornada 8    | Jornada 8  | Jornada 8 | Jornada 8 | Jornada 8 | Jornada 8 | Jornada 8 |
| Grupo A           | Grupo A       | Grupo A           | Grupo A                          | Grupo A       | Grupo A   | Grupo A      | Grupo A    | Grupo A   | Grupo A   | Grupo A   | Grupo A   | Grupo A   |
| Local             | Resultado     | Visitante         | Estadio                          | Fecha         | Hora      | Espectadores | Amonestado | Expulsado |           |           |           |           |
| ----------------- | ------------- | ----------------- | -------------------------------- | ------------- | --------- | ------------ | ---------- | --------- | --------- | --------- | --------- | --------- |
| León "B"          | 0 - 1         | Deportivo Tepic   | Casa Club León                   | 23 de febrero | 10:00     | 50           | 2          | 0         |           |           |           |           |
| Tijuana "B"       | 2 - 2 (4 - 5) | Atlas "B"         | Caliente                         | 23 de febrero | 10:00     | 100          | 1          | 0         |           |           |           |           |
| Tecos F.C.        | 1 - 1         | Monterrey "B"     | Tres de Marzo                    | 23 de febrero | 19:00     | 400          | 3          | 0         |           |           |           |           |
| Durango           | 3 - 0         | Pacific F.C.      | Francisco Zarco                  | 23 de febrero | 20:00     | 600          | 3          | 0         |           |           |           |           |
| Morelia "B"       | 2 - 1         | Gavilanes F. C.   | Cancha Anexa Morelos             | 24 de febrero | 10:00     | 150          | 4          | 0         |           |           |           |           |
| Guadalajara "B"   | 1 - 0         | Dorados UACH      | Verde Valle                      | 24 de febrero | 12:00     | 100          | 3          | 2         |           |           |           |           |
| Loros de Colima   | 3 - 0         | Santos Laguna "B" | Olímpico Universitario de Colima | 24 de febrero | 16:00     | 1 500        | 5          | 0         |           |           |           |           |
| Atlético Reynosa  | 4 - 0         | Club Tepatitlán   | Reynosa                          | 24 de febrero | 17:00     | 300          | 3          | 0         |           |           |           |           |
| Necaxa "B"        | 3 - 1         | Tigres UANL "B"   | Victoria                         | 25 de febrero | 11:00     | 100          | 1          | 1         |           |           |           |           |
| Grupo B           |               |                   |                                  |               |           |              |            |           |           |           |           |           |
| Local             | Resultado     | Visitante         | Estadio                          | Fecha         | Hora      | Espectadores | Amonestado | Expulsado |           |           |           |           |
| Veracruz "B"      | 1 - 1         | Puebla "B"        | CAR Veracruz                     | 23 de febrero | 11:00     | 100          | 3          | 0         |           |           |           |           |
| Cruz Azul Hidalgo | 3 - 4         | América "B"       | 10 de diciembre                  | 23 de febrero | 15:00     | 150          | 0          | 0         |           |           |           |           |
| Toluca "B"        | 0 - 0         | Querétaro "B"     | Instalaciones de Metepec         | 24 de febrero | 10:00     | 50           | 3          | 0         |           |           |           |           |
| Tuxtla F. C.      | 5 - 0         | Cruz Azul "B"     | Víctor Manuel Reyna              | 24 de febrero | 16:00     | 1 200        | 5          | 0         |           |           |           |           |
| Sporting Canamy   | 0 - 0         | Pachuca "B"       | Olímpico de la U. D. del IMSS    | 24 de febrero | 16:00     | 50           | 4          | 0         |           |           |           |           |
| Inter Playa       | 3 - 3 (5 - 6) | UNAM "B"          | Mario Villanueva Madrid          | 24 de febrero | 19:00     | 0 (Veto)     | 6          | 0         |           |           |           |           |
| La Piedad         | 1 - 2         | Pioneros          | Juan N. López                    | 24 de febrero | 20:00     | 12 000       | 5          | 0         |           |           |           |           |
| Irapuato          | 4 - 2         | Lobos BUAP "B"    | Sergio León Chávez               | 25 de febrero | 15:00     | 500          | 2          | 1         |           |           |           |           |
| Halcones          | 0 - 0         | Real Zamora       | Centenario                       | 26 de febrero | 17:00     | 200          | 6          | 1         |           |           |           |           |

| Jornada 9         | Jornada 9     | Jornada 9         | Jornada 9                       | Jornada 9  | Jornada 9 | Jornada 9    | Jornada 9  | Jornada 9 | Jornada 9 | Jornada 9 | Jornada 9 | Jornada 9 |
| Grupo A           | Grupo A       | Grupo A           | Grupo A                         | Grupo A    | Grupo A   | Grupo A      | Grupo A    | Grupo A   | Grupo A   | Grupo A   | Grupo A   | Grupo A   |
| Local             | Resultado     | Visitante         | Estadio                         | Fecha      | Hora      | Espectadores | Amonestado | Expulsado |           |           |           |           |
| ----------------- | ------------- | ----------------- | ------------------------------- | ---------- | --------- | ------------ | ---------- | --------- | --------- | --------- | --------- | --------- |
| Atlas "B"         | 2 - 2 (2 - 4) | Guadalajara "B"   | Atlas Colomos                   | 1 de marzo | 11:30     | 200          | 5          | 0         |           |           |           |           |
| Tijuana "B"       | 1 - 2         | Morelia "B"       | Caliente                        | 2 de marzo | 10:00     | 100          | 7          | 0         |           |           |           |           |
| Monterrey "B"     | 0 - 1         | León "B"          | El Barrial                      | 2 de marzo | 17:00     | 100          | 4          | 0         |           |           |           |           |
| Dorados UACH      | 2 - 2 (2 - 4) | Durango           | Olímpico UACH                   | 2 de marzo | 19:30     | 200          | 5          | 0         |           |           |           |           |
| Deportivo Tepic   | 0 - 3         | Atlético Reynosa  | Olímpico Santa Teresita         | 2 de marzo | 20:30     | 500          | 5          | 1         |           |           |           |           |
| Santos Laguna "B" | 1 - 1         | Tecos F.C.        | TSM Cancha Externa No. 5        | 3 de marzo | 11:00     | 50           | 5          | 0         |           |           |           |           |
| Tigres UANL "B"   | 2 - 1         | Loros de Colima   | Instalaciones de Zuazua         | 3 de marzo | 11:30     | 50           | 3          | 1         |           |           |           |           |
| Club Tepatitlán   | 3 - 0         | Gavilanes F. C.   | Tepa Gómez                      | 3 de marzo | 16:00     | 1 300        | 1          | 0         |           |           |           |           |
| Pacific F.C.      | 0 - 0         | Necaxa "B"        | Centenario de Los Mochis        | 3 de marzo | 19:00     | 200          | 1          | 0         |           |           |           |           |
| Grupo B           |               |                   |                                 |            |           |              |            |           |           |           |           |           |
| Local             | Resultado     | Visitante         | Estadio                         | Fecha      | Hora      | Espectadores | Amonestado | Expulsado |           |           |           |           |
| Sporting Canamy   | 1 - 2         | Tuxtla F. C.      | Olímpico de la U. D. del IMSS   | 1 de marzo | 16:00     | 50           | 4          | 1         |           |           |           |           |
| UNAM "B"          | 1 - 2         | Toluca "B"        | La Cantera                      | 2 de marzo | 10:00     | 50           | 4          | 0         |           |           |           |           |
| América "B"       | 3 - 0         | Veracruz "B"      | Inst. Club América Cancha N.º 2 | 2 de marzo | 10:00     | 100          | 2          | 2         |           |           |           |           |
| Querétaro "B"     | 2 - 2 (2 - 3) | Lobos BUAP "B"    | CEGAR                           | 2 de marzo | 12:00     | 100          | 3          | 0         |           |           |           |           |
| Cruz Azul "B"     | 0 - 1         | Cruz Azul Hidalgo | 10 de diciembre                 | 2 de marzo | 15:00     | 200          | 4          | 1         |           |           |           |           |
| Halcones          | 1 - 2         | Irapuato          | Centenario                      | 2 de marzo | 15:00     | 100          | 5          | 1         |           |           |           |           |
| Puebla "B"        | 0 - 1         | Inter Playa       | Complejo Dep. Los Olivos        | 3 de marzo | 10:00     | 60           | 3          | 0         |           |           |           |           |
| Real Zamora       | 2 - 1         | La Piedad         | Zamora                          | 3 de marzo | 15:00     | 1 000        | 6          | 0         |           |           |           |           |
| Pioneros          | 2 - 1         | Pachuca "B"       | Olímpico Andrés Quintana Roo    | 3 de marzo | 17:00     | 700          | 3          | 1         |           |           |           |           |

| Jornada 10        | Jornada 10                                                                                              | Jornada 10        | Jornada 10                       | Jornada 10 | Jornada 10 | Jornada 10   | Jornada 10 | Jornada 10 | Jornada 10 | Jornada 10 | Jornada 10 | Jornada 10 |
| Grupo A           | Grupo A                                                                                                 | Grupo A           | Grupo A                          | Grupo A    | Grupo A    | Grupo A      | Grupo A    | Grupo A    | Grupo A    | Grupo A    | Grupo A    | Grupo A    |
| Local             | Resultado                                                                                               | Visitante         | Estadio                          | Fecha      | Hora       | Espectadores | Amonestado | Expulsado  |            |            |            |            |
| ----------------- | --- | ----------------- | -------------------------------- | ---------- | ---------- | ------------ | ---------- | ---------- | ---------- | ---------- | ---------- | ---------- |
| León "B"          | 1 - 0 (enlace roto disponible en Internet Archive; véase el historial, la primera versión y la última). | Santos Laguna "B" | Casa Club León                   | 7 de marzo | 10:00      | 50           | 4          | 0          |            |            |            |            |
| Guadalajara "B"   | 1 - 1                                                                                                   | Tijuana "B"       | Verde Valle                      | 7 de marzo | 10:00      | 50           | 2          | 0          |            |            |            |            |
| Necaxa "B"        | 2 - 1                                                                                                   | Dorados UACH      | Victoria                         | 7 de marzo | 11:00      | 50           | 2          | 1          |            |            |            |            |
| Loros de Colima   | 0 - 0                                                                                                   | Pacific F.C.      | Olímpico Universitario de Colima | 7 de marzo | 16:00      | 300          | 6          | 0          |            |            |            |            |
| Gavilanes F. C.   | 1 - 1                                                                                                   | Deportivo Tepic   | El Hogar                         | 7 de marzo | 16:00      | 1 200        | 6          | 0          |            |            |            |            |
| Atlético Reynosa  | 5 - 0                                                                                                   | Monterrey "B"     | Reynosa                          | 7 de marzo | 19:00      | 1 000        | 2          | 0          |            |            |            |            |
| Tecos F.C.        | 0 - 1                                                                                                   | Tigres UANL "B"   | Tres de Marzo                    | 7 de marzo | 19:00      | 200          | 1          | 0          |            |            |            |            |
| Durango           | 1 - 1                                                                                                   | Atlas "B"         | Francisco Zarco                  | 7 de marzo | 20:00      | 800          | 6          | 0          |            |            |            |            |
| Morelia "B"       | 1 - 0                                                                                                   | Club Tepatitlán   | Cancha Anexa Morelos             | 3 de abril | 10:00      | 100          | 5          | 0          |            |            |            |            |
| Grupo B           | |                   |                                  |            |            |              |            |            |            |            |            |            |
| Local             | Resultado                                                                                               | Visitante         | Estadio                          | Fecha      | Hora       | Espectadores | Amonestado | Expulsado  |            |            |            |            |
| Lobos BUAP "B"    | 1 - 5                                                                                                   | UNAM "B"          | Universitario BUAP               | 7 de marzo | 10:00      | 50           | 3          | 0          |            |            |            |            |
| Toluca "B"        | 0 - 1                                                                                                   | Puebla "B"        | Instalaciones de Metepec         | 7 de marzo | 10:00      | 100          | 2          | 0          |            |            |            |            |
| Pachuca "B"       | 2 - 2 (2 - 4)                                                                                           | Real Zamora       | Inst. Universidad del Fútbol     | 7 de marzo | 12:00      | 100          | 5          | 1          |            |            |            |            |
| Irapuato          | 1 - 1                                                                                                   | Querétaro "B"     | Sergio León Chávez               | 7 de marzo | 15:00      | 50           | 5          | 0          |            |            |            |            |
| Cruz Azul Hidalgo | 1 - 2                                                                                                   | Sporting Canamy   | 10 de diciembre                  | 7 de marzo | 15:00      | 200          | 4          | 0          |            |            |            |            |
| Tuxtla F. C.      | 1 - 0                                                                                                   | Pioneros          | Víctor Manuel Reyna              | 7 de marzo | 16:00      | 1 200        | 4          | 0          |            |            |            |            |
| Veracruz "B"      | 1 - 0                                                                                                   | Cruz Azul "B"     | CAR Veracruz                     | 7 de marzo | 16:00      | 100          | 4          | 0          |            |            |            |            |
| Inter Playa       | 0 - 0                                                                                                   | América "B"       | Mario Villanueva Madrid          | 7 de marzo | 19:00      | 900          | 2          | 0          |            |            |            |            |
| La Piedad         | 1 - 0                                                                                                   | Halcones          | Juan N. López                    | 7 de marzo | 20:00      | 700          | 0          | 0          |            |            |            |            |

| Jornada 11        | Jornada 11    | Jornada 11        | Jornada 11                      | Jornada 11  | Jornada 11 | Jornada 11   | Jornada 11 | Jornada 11 | Jornada 11 | Jornada 11 | Jornada 11 | Jornada 11 |
| Grupo A           | Grupo A       | Grupo A           | Grupo A                         | Grupo A     | Grupo A    | Grupo A      | Grupo A    | Grupo A    | Grupo A    | Grupo A    | Grupo A    | Grupo A    |
| Local             | Resultado     | Visitante         | Estadio                         | Fecha       | Hora       | Espectadores | Amonestado | Expulsado  |            |            |            |            |
| ----------------- | ------------- | ----------------- | ------------------------------- | ----------- | ---------- | ------------ | ---------- | ---------- | ---------- | ---------- | ---------- | ---------- |
| Tijuana "B"       | 2 - 1         | Durango           | Caliente                        | 10 de marzo | 10:00      | 100          | 2          | 0          |            |            |            |            |
| Santos Laguna "B" | 2 - 1         | Atlético Reynosa  | TSM Cancha Externa N.º 5        | 10 de marzo | 11:00      | 100          | 2          | 0          |            |            |            |            |
| Tigres UANL "B"   | 3 - 1         | León "B"          | Instalaciones de Zuazua         | 10 de marzo | 11:30      | 100          | 2          | 0          |            |            |            |            |
| Atlas "B"         | 0 - 2         | Necaxa "B"        | Atlas Colomos                   | 10 de marzo | 11:30      | 150          | 3          | 1          |            |            |            |            |
| Dorados UACH      | 1 - 2         | Loros de Colima   | Olímpico UACH                   | 10 de marzo | 19:30      | 100          | 1          | 0          |            |            |            |            |
| Pacific F.C.      | 0 - 1         | Tecos F.C.        | Centenario de Los Mochis        | 10 de marzo | 20:00      | 100          | 5          | 2          |            |            |            |            |
| Deportivo Tepic   | 0 - 1         | Club Tepatitlán   | Olímpico Santa Teresita         | 10 de marzo | 20:30      | 350          | 6          | 0          |            |            |            |            |
| Guadalajara "B"   | 3 - 3 (3 - 2) | Morelia "B"       | Verde Valle                     | 11 de marzo | 10:00      | 250          | 2          | 1          |            |            |            |            |
| Monterrey "B"     | 4 - 1         | Gavilanes F. C.   | El Barrial                      | 11 de marzo | 17:00      | 100          | 3          | 1          |            |            |            |            |
| Grupo B           |               |                   |                                 |             |            |              |            |            |            |            |            |            |
| Local             | Resultado     | Visitante         | Estadio                         | Fecha       | Hora       | Espectadores | Amonestado | Expulsado  |            |            |            |            |
| Puebla "B"        | 1 - 1         | Lobos BUAP "B"    | Complejo Dep. Los Olivos        | 10 de marzo | 10:00      | 300          | 5          | 2          |            |            |            |            |
| América "B"       | 3 - 0         | Toluca "B"        | Inst. Club América Cancha N.º 2 | 10 de marzo | 12:00      | 50           | 3          | 0          |            |            |            |            |
| Real Zamora       | 2 - 0         | Tuxtla F. C.      | Zamora                          | 10 de marzo | 15:00      | 800          | 3          | 0          |            |            |            |            |
| Halcones          | 0 - 0         | Pachuca "B"       | Centenario                      | 10 de marzo | 15:00      | 100          | 1          | 0          |            |            |            |            |
| Cruz Azul "B"     | 0 - 0         | Inter Playa       | 10 de diciembre                 | 10 de marzo | 15:00      | 100          | 3          | 0          |            |            |            |            |
| Sporting Canamy   | 2 - 0         | Veracruz "B"      | Olímpico de la U. D. del IMSS   | 10 de marzo | 16:00      | 200          | 1          | 0          |            |            |            |            |
| UNAM "B"          | 1 - 4         | Querétaro "B"     | La Cantera                      | 10 de marzo | 16:00      | 100          | 4          | 0          |            |            |            |            |
| Pioneros          | 0 - 2         | Cruz Azul Hidalgo | Olímpico Andrés Quintana Roo    | 10 de marzo | 17:00      | 500          | 4          | 1          |            |            |            |            |
| La Piedad         | 2 - 1         | Irapuato          | Juan N. López                   | 12 de marzo | 17:00      | 1 200        | 3          | 1          |            |            |            |            |

| Jornada 12        | Jornada 12                                                                                              | Jornada 12        | Jornada 12                       | Jornada 12  | Jornada 12 | Jornada 12   | Jornada 12 | Jornada 12 | Jornada 12 | Jornada 12 | Jornada 12 | Jornada 12 |
| Grupo A           | Grupo A                                                                                                 | Grupo A           | Grupo A                          | Grupo A     | Grupo A    | Grupo A      | Grupo A    | Grupo A    | Grupo A    | Grupo A    | Grupo A    | Grupo A    |
| Local             | Resultado                                                                                               | Visitante         | Estadio                          | Fecha       | Hora       | Espectadores | Amonestado | Expulsado  |            |            |            |            |
| ----------------- | --- | ----------------- | -------------------------------- | ----------- | ---------- | ------------ | ---------- | ---------- | ---------- | ---------- | ---------- | ---------- |
| León "B"          | 1 - 2 (enlace roto disponible en Internet Archive; véase el historial, la primera versión y la última). | Pacific F.C.      | Casa Club León                   | 16 de marzo | 10:00      | 30           | 3          | 1          |            |            |            |            |
| Tecos F.C.        | 2 - 0                                                                                                   | Dorados UACH      | Tres de Marzo                    | 16 de marzo | 19:00      | 250          | 4          | 0          |            |            |            |            |
| Durango           | 2 - 0                                                                                                   | Guadalajara "B"   | Francisco Zarco                  | 16 de marzo | 20:00      | 600          | 3          | 1          |            |            |            |            |
| Morelia "B"       | 1 - 2                                                                                                   | Deportivo Tepic   | Cancha Anexa Morelos             | 17 de marzo | 10:00      | 50           | 2          | 0          |            |            |            |            |
| Loros de Colima   | 4 - 2                                                                                                   | Atlas "B"         | Olímpico Universitario de Colima | 17 de marzo | 16:00      | 1 200        | 5          | 0          |            |            |            |            |
| Club Tepatitlán   | 1 - 1                                                                                                   | Monterrey "B"     | Tepa Gómez                       | 17 de marzo | 16:00      | 3 000        | 4          | 3          |            |            |            |            |
| Gavilanes F. C.   | 0 - 0                                                                                                   | Santos Laguna "B" | El Hogar                         | 17 de marzo | 17:00      | 3 250        | 4          | 0          |            |            |            |            |
| Necaxa "B"        | 1 - 1                                                                                                   | Tijuana "B"       | Victoria                         | 18 de marzo | 11:00      | 50           | 1          | 0          |            |            |            |            |
| Atlético Reynosa  | 1 - 0                                                                                                   | Tigres UANL "B"   | Reynosa                          | 19 de marzo | 18:00      | 4 000        | 1          | 0          |            |            |            |            |
| Grupo B           | |                   |                                  |             |            |              |            |            |            |            |            |            |
| Local             | Resultado                                                                                               | Visitante         | Estadio                          | Fecha       | Hora       | Espectadores | Amonestado | Expulsado  |            |            |            |            |
| Lobos BUAP "B"    | 1 - 0                                                                                                   | América "B"       | Universitario BUAP               | 16 de marzo | 10:00      | 100          | 6          | 1          |            |            |            |            |
| Veracruz "B"      | 1 - 1                                                                                                   | Pioneros          | CAR Veracruz                     | 16 de marzo | 11:00      | 100          | 4          | 0          |            |            |            |            |
| Querétaro "B"     | 1 - 1                                                                                                   | Puebla "B"        | Corregidora                      | 16 de marzo | 12:00      | 50           | 1          | 1          |            |            |            |            |
| Pachuca "B"       | 0 - 2                                                                                                   | La Piedad         | Inst. Universidad del Fútbol     | 16 de marzo | 12:00      | 50           | 4          | 0          |            |            |            |            |
| Cruz Azul Hidalgo | 3 - 0                                                                                                   | Real Zamora       | 10 de diciembre                  | 16 de marzo | 15:00      | 300          | 1          | 0          |            |            |            |            |
| Toluca "B"        | 0 - 2                                                                                                   | Cruz Azul "B"     | Instalaciones de Metepec         | 17 de marzo | 10:00      | 10           | 3          | 1          |            |            |            |            |
| Tuxtla F. C.      | 2 - 1                                                                                                   | Halcones          | Víctor Manuel Reyna              | 17 de marzo | 16:00      | 1 200        | 8          | 1          |            |            |            |            |
| Inter Playa       | 3 - 0                                                                                                   | Sporting Canamy   | Mario Villanueva Madrid          | 17 de marzo | 19:00      | 200          | 5          | 1          |            |            |            |            |
| Irapuato          | 3 - 1                                                                                                   | UNAM "B"          | Sergio León Chávez               | 18 de marzo | 18:00      | 600          | 4          | 0          |            |            |            |            |

| Jornada 13        | Jornada 13    | Jornada 13        | Jornada 13                      | Jornada 13  | Jornada 13 | Jornada 13   | Jornada 13 | Jornada 13 | Jornada 13 | Jornada 13 | Jornada 13 | Jornada 13 |
| Grupo A           | Grupo A       | Grupo A           | Grupo A                         | Grupo A     | Grupo A    | Grupo A      | Grupo A    | Grupo A    | Grupo A    | Grupo A    | Grupo A    | Grupo A    |
| Local             | Resultado     | Visitante         | Estadio                         | Fecha       | Hora       | Espectadores | Amonestado | Expulsado  |            |            |            |            |
| ----------------- | ------------- | ----------------- | ------------------------------- | ----------- | ---------- | ------------ | ---------- | ---------- | ---------- | ---------- | ---------- | ---------- |
| Tijuana "B"       | 1 - 2         | Loros de Colima   | CAR Tijuana                     | 23 de marzo | 10:00      | 50           | 4          | 0          |            |            |            |            |
| Monterrey "B"     | 1 - 1         | Deportivo Tepic   | El Barrial                      | 23 de marzo | 17:00      | 100          | 8          | 1          |            |            |            |            |
| Dorados UACH      | 2 - 2 (5 - 4) | León "B"          | Olímpico UACH                   | 23 de marzo | 19:30      | 100          | 0          | 0          |            |            |            |            |
| Durango           | 1 - 0         | Morelia "B"       | Francisco Zarco                 | 23 de marzo | 20:00      | 1 000        | 4          | 0          |            |            |            |            |
| Santos Laguna "B" | 3 - 2         | Club Tepatitlán   | TSM Cancha Externa N.º 5        | 24 de marzo | 11:00      | 50           | 3          | 0          |            |            |            |            |
| Tigres UANL "B"   | 0 - 0         | Gavilanes F. C.   | Instalaciones de Zuazua         | 24 de marzo | 11:30      | 50           | 1          | 0          |            |            |            |            |
| Atlas "B"         | 1 - 0         | Tecos F.C.        | Atlas Colomos                   | 24 de marzo | 11:30      | 500          | 2          | 0          |            |            |            |            |
| Pacific F.C.      | 1 - 0         | Atlético Reynosa  | Centenario de Los Mochis        | 24 de marzo | 19:00      | 200          | 5          | 0          |            |            |            |            |
| Guadalajara "B"   | 1 - 2         | Necaxa "B"        | Verde Valle                     | 25 de marzo | 10:00      | 200          | 2          | 0          |            |            |            |            |
| Grupo B           |               |                   |                                 |             |            |              |            |            |            |            |            |            |
| Local             | Resultado     | Visitante         | Estadio                         | Fecha       | Hora       | Espectadores | Amonestado | Expulsado  |            |            |            |            |
| América "B"       | 1 - 0         | Querétaro "B"     | Inst. Club América Cancha N.º 2 | 23 de marzo | 10:00      | 50           | 3          | 0          |            |            |            |            |
| Puebla "B"        | 0 - 1         | UNAM "B"          | Club Alpha 3                    | 23 de marzo | 10:00      | 200          | 5          | 0          |            |            |            |            |
| Pachuca "B"       | 3 - 0         | Irapuato          | Inst. Universidad del Fútbol    | 23 de marzo | 12:00      | 250          | 5          | 0          |            |            |            |            |
| Cruz Azul "B"     | 0 - 0         | Lobos BUAP "B"    | 10 de diciembre                 | 23 de marzo | 12:00      | 100          | 4          | 1          |            |            |            |            |
| Real Zamora       | 1 - 0         | Veracruz "B"      | Zamora                          | 24 de marzo | 15:00      | 700          | 2          | 0          |            |            |            |            |
| Halcones          | 1 - 1         | Cruz Azul Hidalgo | Centenario                      | 24 de marzo | 15:00      | 200          | 4          | 0          |            |            |            |            |
| Sporting Canamy   | 2 - 1         | Toluca "B"        | Olímpico de la U. D. del IMSS   | 24 de marzo | 16:00      | 100          | 5          | 0          |            |            |            |            |
| Pioneros          | 1 - 0         | Inter Playa       | Olímpico Andrés Quintana Roo    | 24 de marzo | 17:00      | 1 000        | 8          | 0          |            |            |            |            |
| La Piedad         | 3 - 1         | Tuxtla F. C.      | Juan N. López                   | 24 de marzo | 20:00      | 3 500        | 4          | 0          |            |            |            |            |

| Jornada 14        | Jornada 14                                                                                              | Jornada 14        | Jornada 14                       | Jornada 14  | Jornada 14 | Jornada 14   | Jornada 14 | Jornada 14 | Jornada 14 | Jornada 14 | Jornada 14 | Jornada 14 |
| Grupo A           | Grupo A                                                                                                 | Grupo A           | Grupo A                          | Grupo A     | Grupo A    | Grupo A      | Grupo A    | Grupo A    | Grupo A    | Grupo A    | Grupo A    | Grupo A    |
| Local             | Resultado                                                                                               | Visitante         | Estadio                          | Fecha       | Hora       | Espectadores | Amonestado | Expulsado  |            |            |            |            |
| ----------------- | --- | ----------------- | -------------------------------- | ----------- | ---------- | ------------ | ---------- | ---------- | ---------- | ---------- | ---------- | ---------- |
| León "B"          | 1 - 3                                                                                                   | Atlas "B"         | Casa Club León                   | 30 de marzo | 10:00      | 100          | 4          | 1          |            |            |            |            |
| Tecos F.C.        | 3 - 0                                                                                                   | Tijuana "B"       | Tres de Marzo                    | 30 de marzo | 19:00      | 300          | 3          | 3          |            |            |            |            |
| Atlético Reynosa  | 4 - 0                                                                                                   | Dorados UACH      | Reynosa                          | 30 de marzo | 19:00      | 1 500        | 2          | 0          |            |            |            |            |
| Deportivo Tepic   | 1 - 2                                                                                                   | Santos Laguna "B" | Nicolás Álvarez Ortega           | 30 de marzo | 20:30      | 500          | 3          | 1          |            |            |            |            |
| Morelia "B"       | 0 - 1                                                                                                   | Monterrey "B"     | Cancha Anexa Morelos             | 31 de marzo | 10:00      | 100          | 2          | 0          |            |            |            |            |
| Club Tepatitlán   | 0 - 0                                                                                                   | Tigres UANL "B"   | Tepa Gómez                       | 31 de marzo | 16:00      | 800          | 2          | 0          |            |            |            |            |
| Gavilanes F. C.   | 2 - 1                                                                                                   | Pacific F.C.      | El Hogar                         | 31 de marzo | 17:00      | 2 000        | 4          | 0          |            |            |            |            |
| Necaxa "B"        | 3 - 2                                                                                                   | Durango           | Victoria                         | 1 de abril  | 11:00      | 200          | 3          | 0          |            |            |            |            |
| Loros de Colima   | 1 - 1                                                                                                   | Guadalajara "B"   | Olímpico Universitario de Colima | 2 de abril  | 17:00      | 2 000        | 6          | 0          |            |            |            |            |
| Grupo B           | |                   |                                  |             |            |              |            |            |            |            |            |            |
| Local             | Resultado                                                                                               | Visitante         | Estadio                          | Fecha       | Hora       | Espectadores | Amonestado | Expulsado  |            |            |            |            |
| UNAM "B"          | 1 - 2                                                                                                   | América "B"       | La Cantera                       | 30 de marzo | 10:00      | 300          | 4          | 1          |            |            |            |            |
| Lobos BUAP "B"    | 1 - 2                                                                                                   | Sporting Canamy   | Universitario BUAP               | 30 de marzo | 10:00      | 150          | 7          | 0          |            |            |            |            |
| Veracruz "B"      | 3 - 0                                                                                                   | Halcones          | CAR Veracruz                     | 30 de marzo | 11:00      | 200          | 5          | 1          |            |            |            |            |
| Querétaro "B"     | 3 - 0                                                                                                   | Cruz Azul "B"     | Corregidora                      | 30 de marzo | 12:00      | 100          | 0          | 0          |            |            |            |            |
| Cruz Azul Hidalgo | 0 - 1 Archivado el 31 de mayo de 2022 en Wayback Machine.                                               | La Piedad         | 10 de diciembre                  | 30 de marzo | 15:00      | 300          | 4          | 0          |            |            |            |            |
| Toluca "B"        | 0 - 0                                                                                                   | Pioneros          | Instalaciones de Metepec         | 31 de marzo | 10:00      | 100          | 3          | 0          |            |            |            |            |
| Inter Playa       | 3 - 0                                                                                                   | Real Zamora       | Mario Villanueva Madrid          | 31 de marzo | 15:00      | 200          | 6          | 0          |            |            |            |            |
| Tuxtla F. C.      | 3 - 0                                                                                                   | Pachuca "B"       | Víctor Manuel Reyna              | 31 de marzo | 16:00      | 1 200        | 5          | 0          |            |            |            |            |
| Irapuato          | 4 - 3 (enlace roto disponible en Internet Archive; véase el historial, la primera versión y la última). | Puebla "B"        | Sergio León Chávez               | 1 de abril  | 16:00      | 500          | 5          | 0          |            |            |            |            |

| Jornada 15        | Jornada 15                                                                                              | Jornada 15        | Jornada 15                      | Jornada 15 | Jornada 15 | Jornada 15   | Jornada 15 | Jornada 15 | Jornada 15 | Jornada 15 | Jornada 15 | Jornada 15 |
| Grupo A           | Grupo A                                                                                                 | Grupo A           | Grupo A                         | Grupo A    | Grupo A    | Grupo A      | Grupo A    | Grupo A    | Grupo A    | Grupo A    | Grupo A    | Grupo A    |
| Local             | Resultado                                                                                               | Visitante         | Estadio                         | Fecha      | Hora       | Espectadores | Amonestado | Expulsado  |            |            |            |            |
| ----------------- | --- | ----------------- | ------------------------------- | ---------- | ---------- | ------------ | ---------- | ---------- | ---------- | ---------- | ---------- | ---------- |
| Tijuana "B"       | 2 - 3                                                                                                   | León "B"          | Caliente                        | 6 de abril | 10:00      | 33           | 1          | 0          |            |            |            |            |
| Dorados UACH      | 1 - 0                                                                                                   | Gavilanes F. C.   | Olímpico UACH                   | 6 de abril | 19:30      | 100          | 0          | 0          |            |            |            |            |
| Durango           | 0 - 2                                                                                                   | Loros de Colima   | Francisco Zarco                 | 6 de abril | 20:00      | 600          | 3          | 0          |            |            |            |            |
| Tigres UANL "B"   | 3 - 0                                                                                                   | Deportivo Tepic   | Instalaciones de Zuazua         | 7 de abril | 10:00      | 100          | 3          | 0          |            |            |            |            |
| Santos Laguna "B" | 2 - 1                                                                                                   | Monterrey "B"     | TSM Cancha Externa N.º 5        | 7 de abril | 11:00      | 50           | 3          | 2          |            |            |            |            |
| Atlas "B"         | 1 - 0                                                                                                   | Atlético Reynosa  | Atlas Colomos                   | 7 de abril | 11:30      | 300          | 1          | 1          |            |            |            |            |
| Pacific F.C.      | 3 - 1                                                                                                   | Club Tepatitlán   | Centenario de Los Mochis        | 7 de abril | 19:00      | 200          | 3          | 0          |            |            |            |            |
| Guadalajara "B"   | 1 - 0                                                                                                   | Tecos F.C.        | Verde Valle                     | 8 de abril | 10:00      | 100          | 2          | 0          |            |            |            |            |
| Necaxa "B"        | 0 - 4                                                                                                   | Morelia "B"       | Victoria                        | 8 de abril | 11:00      | 50           | 6          | 0          |            |            |            |            |
| Grupo B           | |                   |                                 |            |            |              |            |            |            |            |            |            |
| Local             | Resultado                                                                                               | Visitante         | Estadio                         | Fecha      | Hora       | Espectadores | Amonestado | Expulsado  |            |            |            |            |
| América "B"       | 1 - 2                                                                                                   | Puebla "B"        | Inst. Club América Cancha N.º 2 | 6 de abril | 10:00      | 150          | 0          | 0          |            |            |            |            |
| Pachuca "B"       | 0 - 1                                                                                                   | Cruz Azul Hidalgo | Inst. Universidad del Fútbol    | 6 de abril | 12:00      | 100          | 4          | 2          |            |            |            |            |
| Cruz Azul "B"     | 1 - 0                                                                                                   | UNAM "B"          | 10 de diciembre                 | 6 de abril | 16:00      | 300          | 6          | 0          |            |            |            |            |
| Tuxtla F. C.      | 0 - 0                                                                                                   | Irapuato          | Víctor Manuel Reyna             | 7 de abril | 16:00      | 1 100        | 4          | 1          |            |            |            |            |
| Halcones          | 2 - 3 (enlace roto disponible en Internet Archive; véase el historial, la primera versión y la última). | Inter Playa       | Centenario                      | 7 de abril | 16:00      | 150          | 5          | 1          |            |            |            |            |
| Sporting Canamy   | 1 - 1                                                                                                   | Querétaro "B"     | Olímpico de la U. D. del IMSS   | 7 de abril | 16:00      | 1 508        | 1          | 1          |            |            |            |            |
| Pioneros          | 2 - 0                                                                                                   | Lobos BUAP "B"    | Olímpico Andrés Quintana Roo    | 7 de abril | 17:00      | 1 000        | 3          | 0          |            |            |            |            |
| La Piedad         | 2 - 0                                                                                                   | Veracruz "B"      | Juan N. López                   | 7 de abril | 20:00      | 2 500        | 2          | 0          |            |            |            |            |
| Real Zamora       | 2 - 0                                                                                                   | Toluca "B"        | Zamora                          | 9 de abril | 17:00      | 1 500        | 3          | 0          |            |            |            |            |

| Jornada 16        | Jornada 16                                                                                              | Jornada 16      | Jornada 16                       | Jornada 16  | Jornada 16 | Jornada 16         | Jornada 16 | Jornada 16 | Jornada 16 | Jornada 16 | Jornada 16 | Jornada 16 |
| Grupo A           | Grupo A                                                                                                 | Grupo A         | Grupo A                          | Grupo A     | Grupo A    | Grupo A            | Grupo A    | Grupo A    | Grupo A    | Grupo A    | Grupo A    | Grupo A    |
| Local             | Resultado                                                                                               | Visitante       | Estadio                          | Fecha       | Hora       | Espectadores       | Amonestado | Expulsado  |            |            |            |            |
| ----------------- | --- | --------------- | -------------------------------- | ----------- | ---------- | ------------------ | ---------- | ---------- | ---------- | ---------- | ---------- | ---------- |
| León "B"          | 0 - 1                                                                                                   | Guadalajara "B" | Casa Club León                   | 13 de abril | 10:00      | 50                 | 3          | 0          |            |            |            |            |
| Monterrey "B"     | 0 - 2 (enlace roto disponible en Internet Archive; véase el historial, la primera versión y la última). | Tigres UANL "B" | El Barrial                       | 13 de abril | 17:00      | 500                | 0          | 0          |            |            |            |            |
| Tecos F.C.        | 0 - 2                                                                                                   | Durango         | Tres de Marzo                    | 13 de abril | 19:00      | 500                | 1          | 0          |            |            |            |            |
| Deportivo Tepic   | 0 - 5 (enlace roto disponible en Internet Archive; véase el historial, la primera versión y la última). | Pacific F.C.    | Nicolás Álvarez Ortega           | 13 de abril | 20:30      | 0 (Puerta Cerrada) | 3          | 0          |            |            |            |            |
| Santos Laguna "B" | 1 - 1                                                                                                   | Morelia "B"     | TSM Cancha Externa N.º 5         | 14 de abril | 11:00      | 30                 | 3          | 0          |            |            |            |            |
| Loros de Colima   | 4 - 0                                                                                                   | Necaxa "B"      | Olímpico Universitario de Colima | 14 de abril | 16:00      | 5 000              | 4          | 0          |            |            |            |            |
| Club Tepatitlán   | 5 - 0                                                                                                   | Dorados UACH    | Tepa Gómez                       | 14 de abril | 17:00      | 2 000              | 2          | 0          |            |            |            |            |
| Gavilanes F. C.   | 3 - 1                                                                                                   | Atlas "B"       | El Hogar                         | 14 de abril | 17:00      | 4 000              | 1          | 0          |            |            |            |            |
| Atlético Reynosa  | 1 - 1                                                                                                   | Tijuana "B"     | Reynosa                          | 14 de abril | 17:00      | 2 200              | 2          | 0          |            |            |            |            |
| Grupo B           | |                 |                                  |             |            |                    |            |            |            |            |            |            |
| Local             | Resultado                                                                                               | Visitante       | Estadio                          | Fecha       | Hora       | Espectadores       | Amonestado | Expulsado  |            |            |            |            |
| América "B"       | 1 - 1                                                                                                   | Irapuato        | Inst. Club América Cancha N.º 2  | 13 de abril | 10:00      | 150                | 2          | 1          |            |            |            |            |
| UNAM "B"          | 2 - 2 (5 - 4)                                                                                           | Sporting Canamy | La Cantera                       | 13 de abril | 10:00      | 100                | 5          | 0          |            |            |            |            |
| Lobos BUAP "B"    | 2 - 2 (1 - 3)                                                                                           | Real Zamora     | Universitario BUAP               | 13 de abril | 10:00      | 100                | 2          | 0          |            |            |            |            |
| Querétaro "B"     | 0 - 1                                                                                                   | Pioneros        | Corregidora                      | 13 de abril | 12:00      | 200                | 2          | 0          |            |            |            |            |
| Cruz Azul Hidalgo | 0 - 1                                                                                                   | Tuxtla F. C.    | 10 de diciembre                  | 13 de abril | 16:00      | 200                | 7          | 3          |            |            |            |            |
| Toluca "B"        | 0 - 1                                                                                                   | Halcones        | Instalaciones de Metepec         | 14 de abril | 10:00      | 100                | 3          | 0          |            |            |            |            |
| Puebla "B"        | 1 - 0                                                                                                   | Cruz Azul "B"   | Com. Dep. Los Olivos             | 14 de abril | 10:00      | 100                | 4          | 0          |            |            |            |            |
| Inter Playa       | 1 - 0                                                                                                   | La Piedad       | Mario Villanueva Madrid          | 16 de abril | 17:00      | 1 000              | 5          | 1          |            |            |            |            |
| Veracruz "B"      | 3 - 0                                                                                                   | Pachuca "B"     | Luis "Pirata" Fuente             | 19 de abril | 11:00      | 100                | 5          | 0          |            |            |            |            |

| Jornada 17      | Jornada 17     | Jornada 17        | Jornada 17                    | Jornada 17  | Jornada 17 | Jornada 17   | Jornada 17 | Jornada 17 | Jornada 17 | Jornada 17 | Jornada 17 | Jornada 17 |
| Grupo A         | Grupo A        | Grupo A           | Grupo A                       | Grupo A     | Grupo A    | Grupo A      | Grupo A    | Grupo A    | Grupo A    | Grupo A    | Grupo A    | Grupo A    |
| Local           | Resultado      | Visitante         | Estadio                       | Fecha       | Hora       | Espectadores | Amonestado | Expulsado  |            |            |            |            |
| --------------- | -------------- | ----------------- | ----------------------------- | ----------- | ---------- | ------------ | ---------- | ---------- | ---------- | ---------- | ---------- | ---------- |
| Tijuana "B"     | 1 - 3          | Gavilanes F. C.   | Caliente                      | 20 de abril | 10:00      | 50           | 1          | 0          |            |            |            |            |
| Dorados UACH    | Suspendido     | Deportivo Tepic   | Olímpico UACH                 | 20 de abril | 19:30      | -            | -          | -          |            |            |            |            |
| Durango         | 1 - 0          | León "B"          | Francisco Zarco               | 20 de abril | 20:00      | 1 500        | 2          | 0          |            |            |            |            |
| Morelia "B"     | 0 - 3          | Loros de Colima   | Cancha Anexa Morelos          | 21 de abril | 10:00      | 50           | 1          | 2          |            |            |            |            |
| Tigres UANL "B" | 3 - 1          | Santos Laguna "B" | Instalaciones de Zuazua       | 21 de abril | 10:00      | 97           | 5          | 0          |            |            |            |            |
| Atlas "B"       | 1 - 3          | Club Tepatitlán   | Atlas Colomos                 | 21 de abril | 11:30      | 200          | 3          | 0          |            |            |            |            |
| Pacific F.C.    | 4 - 0          | Monterrey "B"     | Centenario de Los Mochis      | 21 de abril | 19:00      | 300          | 2          | 1          |            |            |            |            |
| Guadalajara "B" | 0 - 0          | Atlético Reynosa  | Verde Valle                   | 22 de abril | 10:00      | 70           | 2          | 0          |            |            |            |            |
| Necaxa "B"      | 3 - 0          | Tecos F.C.        | Victoria                      | 22 de abril | 12:00      | 100          | 2          | 1          |            |            |            |            |
| Grupo B         |                |                   |                               |             |            |              |            |            |            |            |            |            |
| Local           | Resultado      | Visitante         | Estadio                       | Fecha       | Hora       | Espectadores | Amonestado | Expulsado  |            |            |            |            |
| Cruz Azul "B"   | 3 - 3 (2 - 3)  | América "B"       | 10 de diciembre               | 20 de abril | 16:00      | 500          | 3          | 0          |            |            |            |            |
| Sporting Canamy | 1 - 4          | Puebla "B"        | Olímpico de la U. D. del IMSS | 21 de abril | 16:00      | 70           | 3          | 0          |            |            |            |            |
| Real Zamora     | 1 - 2          | Querétaro "B"     | Zamora                        | 21 de abril | 16:00      | 200          | 3          | 0          |            |            |            |            |
| Halcones        | 2 - 2 (9 - 10) | Lobos BUAP "B"    | Centenario                    | 21 de abril | 16:00      | 200          | 0          | 3          |            |            |            |            |
| Irapuato        | 1 - 0          | Cruz Azul Hidalgo | Sergio León Chávez            | 21 de abril | 16:00      | 4 000        | 6          | 2          |            |            |            |            |
| Pioneros        | 2 - 0          | UNAM "B"          | Olímpico Andrés Quintana Roo  | 21 de abril | 17:00      | 1 000        | 2          | 0          |            |            |            |            |
| La Piedad       | 2 - 2 (1 - 4)  | Toluca "B"        | Juan N. López                 | 21 de abril | 20:00      | 5 000        | 3          | 0          |            |            |            |            |
| Tuxtla F. C.    | 2 - 0          | Veracruz "B"      | Víctor Manuel Reyna           | 22 de abril | 10:00      | 500          | 3          | 1          |            |            |            |            |
| Pachuca "B"     | 0 - 3          | Inter Playa       | Inst. Universidad del Fútbol  | 22 de abril | 12:00      | 100          | 3          | 1          |            |            |            |            |

## Tabla General de Clasificación
| Pos. | Equipo              | Pts. | PJ | G  | E | P  | GF | GC | Dif. | Clasificación        |
| ---- | ------------------- | ---- | -- | -- | - | -- | -- | -- | ---- | -------------------- |
| 1    | Loros de Colima     | 39   | 17 | 11 | 3 | 3  | 36 | 14 | +22  | Liguilla de ascenso  |
| 2    | Tuxtla F. C.        | 39   | 17 | 12 | 2 | 3  | 31 | 12 | +19  | Liguilla de ascenso  |
| 3    | La Piedad           | 36   | 17 | 10 | 3 | 4  | 28 | 17 | +11  | Liguilla de ascenso  |
| 4    | Irapuato            | 34   | 17 | 9  | 5 | 3  | 32 | 23 | +9   | Liguilla de ascenso  |
| 5    | Inter Playa         | 33   | 17 | 8  | 7 | 2  | 23 | 14 | +9   | Liguilla de ascenso  |
| 6    | Pioneros de Cancún  | 33   | 17 | 10 | 2 | 5  | 18 | 13 | +5   |                      |
| 7    | Necaxa "B"          | 32   | 17 | 9  | 4 | 4  | 22 | 18 | +4   | Liguilla de filiales |
| 8    | Tigres UANL "B"     | 30   | 17 | 8  | 5 | 4  | 22 | 12 | +10  | Liguilla de filiales |
| 9    | América "B"         | 29   | 17 | 8  | 3 | 6  | 26 | 20 | +6   | Liguilla de filiales |
| 10   | Durango             | 29   | 17 | 8  | 3 | 6  | 23 | 19 | +4   | Liguilla de ascenso  |
| 11   | Atlas "B"           | 28   | 17 | 7  | 5 | 5  | 23 | 23 | 0    | Liguilla de filiales |
| 12   | Atlético Reynosa    | 26   | 17 | 7  | 4 | 6  | 24 | 12 | +12  | Liguilla de ascenso  |
| 13   | Club Tepatitlán     | 26   | 17 | 7  | 4 | 6  | 25 | 19 | +6   | Liguilla de ascenso  |
| 14   | Pacific F. C.       | 26   | 17 | 7  | 4 | 6  | 24 | 19 | +5   |                      |
| 15   | Real Zamora         | 26   | 17 | 6  | 5 | 6  | 21 | 21 | 0    |                      |
| 16   | Guadalajara "B"     | 26   | 17 | 5  | 8 | 4  | 15 | 15 | 0    | Liguilla de filiales |
| 17   | Puebla "B"          | 24   | 17 | 6  | 5 | 6  | 22 | 22 | 0    | Liguilla de filiales |
| 18   | Querétaro "B"       | 23   | 17 | 5  | 7 | 5  | 22 | 18 | +4   | Liguilla de filiales |
| 19   | Morelia "B"         | 23   | 17 | 5  | 7 | 5  | 20 | 20 | 0    |                      |
| 20   | Tecos F. C.         | 23   | 17 | 6  | 4 | 7  | 16 | 17 | −1   |                      |
| 21   | Cruz Azul Hidalgo   | 22   | 17 | 5  | 5 | 7  | 20 | 19 | +1   |                      |
| 22   | Santos Laguna "B"   | 22   | 17 | 6  | 4 | 7  | 22 | 25 | −3   |                      |
| 23   | Gavilanes F. C.     | 22   | 17 | 5  | 6 | 6  | 18 | 24 | −6   |                      |
| 24   | Halcones de Morelos | 22   | 17 | 4  | 8 | 5  | 15 | 18 | −3   |                      |
| 25   | León "B"            | 21   | 17 | 6  | 2 | 9  | 16 | 23 | −7   |                      |
| 26   | Sporting Canamy     | 21   | 17 | 5  | 5 | 7  | 20 | 29 | −9   |                      |
| 27   | Veracruz "B"        | 20   | 17 | 5  | 4 | 8  | 16 | 17 | −1   | Liguilla de filiales |
| 28   | Lobos BUAP "B"      | 20   | 17 | 3  | 9 | 5  | 19 | 26 | −7   |                      |
| 29   | Cruz Azul "B"       | 18   | 17 | 4  | 5 | 8  | 20 | 28 | −8   |                      |
| 30   | Toluca "B"          | 18   | 17 | 3  | 6 | 8  | 16 | 24 | −8   |                      |
| 31   | Deportivo Tepic     | 18   | 16 | 5  | 3 | 8  | 12 | 27 | −15  |                      |
| 32   | UNAM "B"            | 16   | 17 | 3  | 3 | 11 | 21 | 33 | −12  |                      |
| 33   | Dorados UACH        | 16   | 16 | 4  | 3 | 9  | 16 | 30 | −14  |                      |
| 34   | Tijuana "B"         | 15   | 17 | 3  | 6 | 8  | 25 | 30 | −5   |                      |
| 35   | Monterrey "B"       | 14   | 17 | 2  | 7 | 8  | 14 | 26 | −12  |                      |
| 36   | Pachuca "B"         | 13   | 17 | 3  | 4 | 10 | 14 | 30 | −16  |                      |

 Fuente: SoccerWay
Notas:
1. 1 2  El partido entre Dorados UACH y Deportivo Tepic correspondiente a la jornada 17 no se disputó porque el equipo visitante no se presentó al juego. La liga no adjudicó el resultado para ninguno de los dos clubes.

## Tabla de Clasificación por Grupos

### Grupo 1
| Pos. | Equipo            | Pts. | PJ | G  | E | P | GF | GC | Dif. | Clasificación        |
| ---- | ----------------- | ---- | -- | -- | - | - | -- | -- | ---- | -------------------- |
| 1    | Loros de Colima   | 39   | 17 | 11 | 3 | 3 | 36 | 14 | +22  | Liguilla de ascenso  |
| 2    | Necaxa "B"        | 32   | 17 | 9  | 4 | 4 | 22 | 18 | +4   | Liguilla de filiales |
| 3    | Tigres UANL "B"   | 30   | 17 | 8  | 5 | 4 | 22 | 12 | +10  | Liguilla de filiales |
| 4    | Durango           | 29   | 17 | 8  | 3 | 6 | 23 | 19 | +4   | Liguilla de ascenso  |
| 5    | Atlas "B"         | 28   | 17 | 7  | 5 | 5 | 23 | 23 | 0    | Liguilla de filiales |
| 6    | Atlético Reynosa  | 26   | 17 | 7  | 4 | 6 | 24 | 12 | +12  | Liguilla de ascenso  |
| 7    | Club Tepatitlán   | 26   | 17 | 7  | 4 | 6 | 25 | 19 | +6   | Liguilla de ascenso  |
| 8    | Pacific F. C.     | 26   | 17 | 7  | 4 | 6 | 24 | 19 | +5   |                      |
| 9    | Guadalajara "B"   | 26   | 17 | 5  | 8 | 4 | 15 | 15 | 0    | Liguilla de filiales |
| 10   | Morelia "B"       | 23   | 17 | 5  | 7 | 5 | 20 | 20 | 0    |                      |
| 11   | Tecos F. C.       | 23   | 17 | 6  | 4 | 7 | 16 | 17 | −1   |                      |
| 12   | Santos Laguna "B" | 22   | 17 | 6  | 4 | 7 | 22 | 25 | −3   |                      |
| 13   | Gavilanes F. C.   | 22   | 17 | 5  | 6 | 6 | 18 | 24 | −6   |                      |
| 14   | León "B"          | 21   | 17 | 6  | 2 | 9 | 16 | 23 | −7   |                      |
| 15   | Deportivo Tepic   | 18   | 16 | 5  | 3 | 8 | 12 | 27 | −15  |                      |
| 16   | Dorados UACH      | 16   | 16 | 4  | 3 | 9 | 16 | 30 | −14  |                      |
| 17   | Tijuana "B"       | 15   | 17 | 3  | 6 | 8 | 25 | 30 | −5   |                      |
| 18   | Monterrey "B"     | 14   | 17 | 2  | 7 | 8 | 14 | 26 | −12  |                      |

 Fuente: SoccerWay
Notas:
1. 1 2  El partido entre Dorados UACH y Deportivo Tepic correspondiente a la jornada 17 no se disputó porque el equipo visitante no se presentó al juego. La liga no adjudicó el resultado para ninguno de los dos clubes.

### Grupo 2
| Pos. | Equipo              | Pts. | PJ | G  | E | P  | GF | GC | Dif. | Clasificación        |
| ---- | ------------------- | ---- | -- | -- | - | -- | -- | -- | ---- | -------------------- |
| 1    | Tuxtla F. C.        | 39   | 17 | 12 | 2 | 3  | 31 | 12 | +19  | Liguilla de ascenso  |
| 2    | La Piedad           | 36   | 17 | 10 | 3 | 4  | 28 | 17 | +11  | Liguilla de ascenso  |
| 3    | Irapuato            | 34   | 17 | 9  | 5 | 3  | 32 | 23 | +9   | Liguilla de ascenso  |
| 4    | Inter Playa         | 33   | 17 | 8  | 7 | 2  | 23 | 14 | +9   | Liguilla de ascenso  |
| 5    | Pioneros de Cancún  | 33   | 17 | 10 | 2 | 5  | 18 | 13 | +5   |                      |
| 6    | América "B"         | 29   | 17 | 8  | 3 | 6  | 26 | 20 | +6   | Liguilla de filiales |
| 7    | Real Zamora         | 26   | 17 | 6  | 5 | 6  | 21 | 21 | 0    |                      |
| 8    | Puebla "B"          | 24   | 17 | 6  | 5 | 6  | 22 | 22 | 0    | Liguilla de filiales |
| 9    | Querétaro "B"       | 23   | 17 | 5  | 7 | 5  | 22 | 18 | +4   | Liguilla de filiales |
| 10   | Cruz Azul Hidalgo   | 22   | 17 | 5  | 5 | 7  | 20 | 19 | +1   |                      |
| 11   | Halcones de Morelos | 22   | 17 | 4  | 8 | 5  | 15 | 18 | −3   |                      |
| 12   | Sporting Canamy     | 21   | 17 | 5  | 5 | 7  | 20 | 29 | −9   |                      |
| 13   | Veracruz "B"        | 20   | 17 | 5  | 4 | 8  | 16 | 17 | −1   | Liguilla de filiales |
| 14   | Lobos BUAP "B"      | 20   | 17 | 3  | 9 | 5  | 19 | 26 | −7   |                      |
| 15   | Cruz Azul "B"       | 18   | 17 | 4  | 5 | 8  | 20 | 28 | −8   |                      |
| 16   | Toluca "B"          | 18   | 17 | 3  | 6 | 8  | 16 | 24 | −8   |                      |
| 17   | UNAM "B"            | 16   | 17 | 3  | 3 | 11 | 21 | 33 | −12  |                      |
| 18   | Pachuca "B"         | 13   | 17 | 3  | 4 | 10 | 14 | 30 | −16  |                      |

 Fuente: SoccerWay

## Tabla de Cocientes
- Datos según la página oficial (enlace roto disponible en Internet Archive; véase el historial, la primera versión y la última)..

| Posición | Equipo            | Puntos | Juegos | Cociente |
| -------- | ----------------- | ------ | ------ | -------- |
| 1        | Loros de Colima   | 83     | 34     | 2.441    |
| 2        | La Piedad         | 73     | 34     | 2.147    |
| 3        | Tuxtla F.C.       | 68     | 34     | 2.000    |
| 4        | Irapuato          | 67     | 34     | 1.971    |
| 5        | Club Tepatitlán   | 64     | 34     | 1.882    |
| 6        | Tigres UANL "B"   | 62     | 34     | 1.824    |
| 7        | Inter Playa       | 61     | 34     | 1.794    |
| 8        | Pioneros          | 61     | 34     | 1.794    |
| 9        | América "B"       | 55     | 34     | 1.618    |
| 10       | Guadalajara "B"   | 55     | 34     | 1.618    |
| 11       | Morelia "B"       | 52     | 34     | 1.529    |
| 12       | UNAM "B"          | 51     | 34     | 1.500    |
| 13       | Veracruz "B"      | 49     | 34     | 1.441    |
| 14       | Santos Laguna "B" | 49     | 34     | 1.441    |
| 15       | Necaxa "B"        | 48     | 34     | 1.412    |
| 16       | Real Zamora       | 48     | 34     | 1.412    |
| 17       | León "B"          | 47     | 34     | 1.382    |
| 18       | Atlético Reynosa  | 47     | 34     | 1.382    |
| 19       | Querétaro "B"     | 47     | 34     | 1.382    |
| 20       | Gavilanes         | 47     | 34     | 1.382    |
| 21       | Cruz Azul Hidalgo | 46     | 34     | 1.353    |
| 22       | Toluca "B"        | 46     | 34     | 1.353    |
| 23       | Deportivo Tepic   | 44     | 33     | 1.333    |
| 24       | Tijuana "B"       | 45     | 34     | 1.324    |
| 25       | Puebla "B"        | 45     | 34     | 1.324    |
| 26       | Dorados UACH      | 42     | 33     | 1.273    |
| 27       | Atlas "B"         | 41     | 34     | 1.206    |
| 28       | Monterrey "B"     | 41     | 34     | 1.206    |
| 29       | Lobos BUAP "B"    | 40     | 34     | 1.176    |
| 30       | Durango           | 40     | 34     | 1.176    |
| 31       | Halcones          | 40     | 34     | 1.176    |
| 32       | Tecos             | 40     | 34     | 1.176    |
| 33       | Pacific F.C.      | 37     | 34     | 1.088    |
| 34       | Cruz Azul "B"     | 36     | 34     | 1.059    |
| 35       | Sporting Canamy   | 34     | 34     | 1.000    |
| 36       | Pachuca "B"       | 24     | 34     | 0.706    |

     Desciende a la Serie B.

## Liguilla

### Liguilla de Ascenso
|  | Cuartos de final                                 | Cuartos de final                                 | Cuartos de final                                 |   |                 | Semifinales                        | Semifinales                        | Semifinales                        |  |  | Final                                         | Final                                         | Final                                         |
|  | 25 y 26 de abril (ida) 28 y 29 de abril (vuelta) | 25 y 26 de abril (ida) 28 y 29 de abril (vuelta) | 25 y 26 de abril (ida) 28 y 29 de abril (vuelta) |   |                 | 2 de mayo (ida) 5 de mayo (vuelta) | 2 de mayo (ida) 5 de mayo (vuelta) | 2 de mayo (ida) 5 de mayo (vuelta) |  |  | 9 o 10 de mayo (ida) 12 o 13 de mayo (vuelta) | 9 o 10 de mayo (ida) 12 o 13 de mayo (vuelta) | 9 o 10 de mayo (ida) 12 o 13 de mayo (vuelta) |
|  |                                                  |                                                  |                                                  |   |                 |                                    |                                    |                                    |  |  |                                               |                                               |                                               |
|  | Loros de Colima                                  | 2                                                | 1                                                |   |                 |                                    |                                    |                                    |  |  |                                               |                                               |                                               |
|  | Club Tepatitlán                                  | 0                                                | 1                                                |   |                 |                                    |                                    |                                    |  |  |                                               |                                               |                                               |
|  | Club Tepatitlán                                  | 0                                                | 1                                                |   | Loros de Colima | 2                                  | 2                                  |                                    |  |  |                                               |                                               |                                               |
|  |                                                  |                                                  |                                                  |   | Loros de Colima | 2                                  | 2                                  |                                    |  |  |                                               |                                               |                                               |
|  |                                                  | Atlético Reynosa                                 | 0                                                | 0 |                 |                                    |                                    |                                    |  |  |                                               |                                               |                                               |
|  | Tuxtla F. C.                                     | Atlético Reynosa                                 | 0                                                | 0 | 1               | 1                                  |                                    |                                    |  |  |                                               |                                               |                                               |
|  | Tuxtla F. C.                                     |                                                  |                                                  |   | 1               | 1                                  |                                    |                                    |  |  |                                               |                                               |                                               |
|  | Atlético Reynosa                                 | 1                                                | 2                                                |   |                 |                                    |                                    |                                    |  |  |                                               |                                               |                                               |
|  |                                                  |                                                  |                                                  |   |                 |                                    |                                    |                                    |  |  | Loros de Colima                               | 2                                             | 3                                             |
|  |                                                  |                                                  | La Piedad                                        | 0 | 0               |                                    |                                    |                                    |  |  |                                               |                                               |                                               |
|  | La Piedad                                        | 1                                                | 1                                                |   |                 |                                    |                                    |                                    |  |  |                                               |                                               |                                               |
|  | Durango                                          | 0                                                | 0                                                |   |                 |                                    |                                    |                                    |  |  |                                               |                                               |                                               |
|  | Durango                                          | 0                                                | 0                                                |   | La Piedad       | 0                                  | 4                                  |                                    |  |  |                                               |                                               |                                               |
|  |                                                  |                                                  |                                                  |   | La Piedad       | 0                                  | 4                                  |                                    |  |  |                                               |                                               |                                               |
|  |                                                  | Irapuato                                         | 0                                                | 0 |                 |                                    |                                    |                                    |  |  |                                               |                                               |                                               |
|  | Irapuato                                         | Irapuato                                         | 0                                                | 0 | 2               | 3                                  |                                    |                                    |  |  |                                               |                                               |                                               |
|  | Irapuato                                         |                                                  |                                                  |   | 2               | 3                                  |                                    |                                    |  |  |                                               |                                               |                                               |
|  | Inter Playa                                      | 2                                                | 0                                                |   |                 |                                    |                                    |                                    |  |  |                                               |                                               |                                               |

### Cuartos de final
| 25 de abril, 17:00 | Tepatitlán | 0:2 (0:0) | Loros de Colima            | Estadio Tres de Marzo, Zapopan                                          |                                                                         |
|                    |            | Reporte   | V. Mañón 46' · M. Nuño 85' | Asistencia: 500 espectadores Árbitro(s): Carlos Alberto Pérez Gutiérrez | Asistencia: 500 espectadores Árbitro(s): Carlos Alberto Pérez Gutiérrez |

| 28 de abril, 16:00                                               | Loros de Colima | 1:1 (1:1) | Tepatitlán       | Estadio Olímpico Universitario de Colima, Colima               |                                                                |
|                                                                  | C. Arreola 44'  | Reporte   | A. Rodríguez 28' | Asistencia: 3750 espectadores Árbitro(s): Edgardo Espejo Tello | Asistencia: 3750 espectadores Árbitro(s): Edgardo Espejo Tello |
| Con marcador global de 3-1, Loros de Colima avanza a semifinales |                 |           |                  |                                                                |                                                                |

| 25 de abril, 20:00 | Durango | 0:1 (0:1) | La Piedad      | Estadio Francisco Zarco, Durango                                   |                                                                    |
|                    |         | Reporte   | F. Góndola 43' | Asistencia: 2136 espectadores Árbitro(s): Jesús Rafael López Valle | Asistencia: 2136 espectadores Árbitro(s): Jesús Rafael López Valle |

| 28 de abril, 20:00                                         | La Piedad        | 1:0 (0:0) | Durango | Estadio Juan Nepomuceno López, La Piedad                             |                                                                      |
|                                                            | A. Jaramillo 87' | Reporte   |         | Asistencia: 4000 espectadores Árbitro(s): Alan Enrique Martínez Vega | Asistencia: 4000 espectadores Árbitro(s): Alan Enrique Martínez Vega |
| Con marcador global de 2-0, La Piedad avanza a semifinales |                  |           |         |                                                                      |                                                                      |

| 26 de abril, 19:30 | Atlético Reynosa | 1:1 (0:0) | Tuxtla F. C.      | Unidad Deportiva Solidaridad, Reynosa                                  |                                                                        |
|                    | I. Vázquez 94'   | Reporte   | Y. Delgadillo 74' | Asistencia: 5000 espectadores Árbitro(s): Héctor Abraham Pineda Flores | Asistencia: 5000 espectadores Árbitro(s): Héctor Abraham Pineda Flores |

| 29 de abril, 16:00                                                | Tuxtla F. C.      | 1:2 (0:2) | Atlético Reynosa                | Estadio Víctor Manuel Reyna, Tuxtla Gutiérrez                         |                                                                       |
|                                                                   | Y. Delgadillo 84' | Reporte   | E. Torres 15' · E. Villegas 25' | Asistencia: 5000 espectadores Árbitro(s): Jesús Roberto Ruiz González | Asistencia: 5000 espectadores Árbitro(s): Jesús Roberto Ruiz González |
| Con marcador global de 3-2, Atlético Reynosa avanza a semifinales |                   |           |                                 |                                                                       |                                                                       |

| 25 de abril, 19:00 | Inter Playa                 | 2:2 (1:0) | Irapuato                                  | Estadio Mario Villanueva Madrid, Playa del Carmen                 |                                                                   |
|                    | M. Menes 33' · R. César 50' | Reporte   | E. Hernández 52' (a.g.) · G. Martínez 80' | Asistencia: 1600 espectadores Árbitro(s): Luis Daniel Chávez León | Asistencia: 1600 espectadores Árbitro(s): Luis Daniel Chávez León |

| 28 de abril, 19:00                                        | Irapuato                                     | 3:0 (2:0) | Inter Playa | Estadio Sergio León Chávez, Irapuato                               |                                                                    |
|                                                           | J. Salas 41' · L. Razo 44' · J. Valdivia 88' | Reporte   |             | Asistencia: 2090 espectadores Árbitro(s): Guillermo Pacheco Larios | Asistencia: 2090 espectadores Árbitro(s): Guillermo Pacheco Larios |
| Con marcador global de 5-2, Irapuato avanza a semifinales |                                              |           |             |                                                                    |                                                                    |

### Semifinales
| 2 de mayo, 19:30 | Atlético Reynosa | 0:2 (0:1) | Loros de Colima  | Unidad Deportiva Solidaridad, Reynosa                              |                                                                    |
|                  |                  | Reporte   | V. Mañón 8', 64' | Asistencia: 8000 espectadores Árbitro(s): Guillermo Pacheco Larios | Asistencia: 8000 espectadores Árbitro(s): Guillermo Pacheco Larios |

| 5 de mayo, 16:00                                              | Loros de Colima                 | 2:0 (1:0) | Atlético Reynosa | Estadio Olímpico Universitario de Colima, Colima                  |                                                                   |
|                                                               | A. Monzonis 14' · L. García 90' | Reporte   |                  | Asistencia: 3500 espectadores Árbitro(s): Luis Daniel Chávez León | Asistencia: 3500 espectadores Árbitro(s): Luis Daniel Chávez León |
| Con marcador global de 4-0, Loros de Colima avanza a la final |                                 |           |                  |                                                                   |                                                                   |

| 2 de mayo, 20:00 | Irapuato | 0:0 (0:0) | La Piedad | Estadio Sergio León Chávez, Irapuato                                 |                                                                      |
|                  |          | Reporte   |           | Asistencia: 2560 espectadores Árbitro(s): Alan Enrique Martínez Vega | Asistencia: 2560 espectadores Árbitro(s): Alan Enrique Martínez Vega |

| 5 de mayo, 20:00                                         | La Piedad                                                         | 4:0 (2:0) | Irapuato | Estadio Juan Nepomuceno López, La Piedad                              |                                                                       |
|                                                          | J. Ramírez 12' · F. Góndola 44' · E. Kumul 70' · D. Hernández 73' | Reporte   |          | Asistencia: 7000 espectadores Árbitro(s): Jesús Roberto Ruiz González | Asistencia: 7000 espectadores Árbitro(s): Jesús Roberto Ruiz González |
| Con marcador global de 4-0, La Piedad avanza a la final. |                                                                   |           |          |                                                                       |                                                                       |

### Final
| 9 de mayo, 20:00 | La Piedad | 0:2 (0:1) | Loros de Colima               | Estadio Juan Nepomuceno López, La Piedad                            |                                                                     |
|                  |           | Reporte   | E. Mendoza 1' · M. Guzmán 82' | Asistencia: 13 500 espectadores Árbitro(s): Luis Daniel Chávez León | Asistencia: 13 500 espectadores Árbitro(s): Luis Daniel Chávez León |

| 12 de mayo, 16:00                                                               | Loros de Colima                               | 3:0 (2:0) | La Piedad | Estadio Olímpico Universitario de Colima, Colima                     |                                                                      |
|                                                                                 | A. Monzonis 9' · V. Mañón 24' · R. Valdez 46' | Reporte   |           | Asistencia: 10 000 espectadores Árbitro(s): Guillermo Pacheco Larios | Asistencia: 10 000 espectadores Árbitro(s): Guillermo Pacheco Larios |
| Con marcador global de 5-0, Loros de Colima es campeón del Torneo Clausura 2018 |                                               |           |           |                                                                      |                                                                      |

#### Final Ida
| 1     | POR   | Irving Rodríguez        |     |
| 17    | DEF   | Diego Hernández         |     |
| 21    | DEF   | Ricardo López           |     |
| 13    | DEF   | Adrián Justo            |     |
| 15    | DEF   | Erick Kumul             |     |
| 22    | MED   | Carlos Campos           |     |
| 5     | MED   | Mauricio Hernández      |     |
| 16    | MED   | José Antonio Hernández  | 89' |
| 12    | MED   | Juan de Dios Ramírez    | 87' |
| 7     | DEL   | Alan Alberto            |     |
| 11    | DEL   | Elías Góndola           |     |
| D. T. | D. T. | Héctor Jair Real Cobian |     |

| 23    | POR   | Miguel Ángel Tejada |     |
| 2     | DEF   | Cristian Ocaña      |     |
| 4     | DEF   | Carlos Arreola      |     |
| 22    | DEF   | Raúl Valdez         | 72' |
| 8     | DEF   | Óscar Becerra       |     |
| 16    | MED   | José Meza           |     |
| 10    | MED   | Aldo Monzonis       |     |
| 28    | MED   | Luis García         |     |
| 5     | MED   | Benjamín Méndez     |     |
| 27    | DEL   | Víctor Mañón        | 67' |
| 19    | DEL   | Eduardo Mendoza     | 58' |
| D. T. | D. T. | Víctor Mora         |     |

| 19 | Delantero | Ernesto Sosa   | 87' |
| 10 | Delantero | Mario Cárdenas | 89' |

| 14 | Centrocampista | David Carmona | 58' |
| 24 | Delantero      | Miguel Nuño   | 67' |
| 20 | Centrocampista | Miguel Guzmán | 72' |

| 1' · 82' | E. Mendoza M. Guzmán | 0:1 0:2 |

| 73' · 81' | Cristian Ocaña Benjamín Méndez |

| Principal  | Luis Daniel Chávez León            |
| Asistentes | Isaac Javier Farías Moreno         |
|            | Carlos Eduardo Torrentera Arellano |
| Cuarto     | Edgardo Espejo Tello               |

|                    |   |   |
| Tiros              | - | - |
| Tiros a puerta     | - | - |
| Faltas             | - | - |
| Saques de esquina  | - | - |
| Penaltis           | - | - |
| Fueras de juego    | - | - |
| Posesión del balón | % | % |

| Alineación inicial |

| 1     | POR   | Irving Rodríguez        |     |
| 17    | DEF   | Diego Hernández         |     |
| 21    | DEF   | Ricardo López           |     |
| 13    | DEF   | Adrián Justo            |     |
| 15    | DEF   | Erick Kumul             |     |
| 22    | MED   | Carlos Campos           |     |
| 5     | MED   | Mauricio Hernández      |     |
| 16    | MED   | José Antonio Hernández  | 89' |
| 12    | MED   | Juan de Dios Ramírez    | 87' |
| 7     | DEL   | Alan Alberto            |     |
| 11    | DEL   | Elías Góndola           |     |
| D. T. | D. T. | Héctor Jair Real Cobian |     |

| 23    | POR   | Miguel Ángel Tejada |     |
| 2     | DEF   | Cristian Ocaña      |     |
| 4     | DEF   | Carlos Arreola      |     |
| 22    | DEF   | Raúl Valdez         | 72' |
| 8     | DEF   | Óscar Becerra       |     |
| 16    | MED   | José Meza           |     |
| 10    | MED   | Aldo Monzonis       |     |
| 28    | MED   | Luis García         |     |
| 5     | MED   | Benjamín Méndez     |     |
| 27    | DEL   | Víctor Mañón        | 67' |
| 19    | DEL   | Eduardo Mendoza     | 58' |
| D. T. | D. T. | Víctor Mora         |     |

| 19 | Delantero | Ernesto Sosa   | 87' |
| 10 | Delantero | Mario Cárdenas | 89' |

| 14 | Centrocampista | David Carmona | 58' |
| 24 | Delantero      | Miguel Nuño   | 67' |
| 20 | Centrocampista | Miguel Guzmán | 72' |

| 1' · 82' | E. Mendoza M. Guzmán | 0:1 0:2 |

| 73' · 81' | Cristian Ocaña Benjamín Méndez |

| Principal  | Luis Daniel Chávez León            |
| Asistentes | Isaac Javier Farías Moreno         |
|            | Carlos Eduardo Torrentera Arellano |
| Cuarto     | Edgardo Espejo Tello               |

|                    |   |   |
| Tiros              | - | - |
| Tiros a puerta     | - | - |
| Faltas             | - | - |
| Saques de esquina  | - | - |
| Penaltis           | - | - |
| Fueras de juego    | - | - |
| Posesión del balón | % | % |

| Alineación inicial |

| 1     | POR   | Irving Rodríguez        |     |
| 17    | DEF   | Diego Hernández         |     |
| 21    | DEF   | Ricardo López           |     |
| 13    | DEF   | Adrián Justo            |     |
| 15    | DEF   | Erick Kumul             |     |
| 22    | MED   | Carlos Campos           |     |
| 5     | MED   | Mauricio Hernández      |     |
| 16    | MED   | José Antonio Hernández  | 89' |
| 12    | MED   | Juan de Dios Ramírez    | 87' |
| 7     | DEL   | Alan Alberto            |     |
| 11    | DEL   | Elías Góndola           |     |
| D. T. | D. T. | Héctor Jair Real Cobian |     |

| 23    | POR   | Miguel Ángel Tejada |     |
| 2     | DEF   | Cristian Ocaña      |     |
| 4     | DEF   | Carlos Arreola      |     |
| 22    | DEF   | Raúl Valdez         | 72' |
| 8     | DEF   | Óscar Becerra       |     |
| 16    | MED   | José Meza           |     |
| 10    | MED   | Aldo Monzonis       |     |
| 28    | MED   | Luis García         |     |
| 5     | MED   | Benjamín Méndez     |     |
| 27    | DEL   | Víctor Mañón        | 67' |
| 19    | DEL   | Eduardo Mendoza     | 58' |
| D. T. | D. T. | Víctor Mora         |     |

| 19 | Delantero | Ernesto Sosa   | 87' |
| 10 | Delantero | Mario Cárdenas | 89' |

| 14 | Centrocampista | David Carmona | 58' |
| 24 | Delantero      | Miguel Nuño   | 67' |
| 20 | Centrocampista | Miguel Guzmán | 72' |

| 1' · 82' | E. Mendoza M. Guzmán | 0:1 0:2 |

| 73' · 81' | Cristian Ocaña Benjamín Méndez |

| Principal  | Luis Daniel Chávez León            |
| Asistentes | Isaac Javier Farías Moreno         |
|            | Carlos Eduardo Torrentera Arellano |
| Cuarto     | Edgardo Espejo Tello               |

|                    |   |   |
| Tiros              | - | - |
| Tiros a puerta     | - | - |
| Faltas             | - | - |
| Saques de esquina  | - | - |
| Penaltis           | - | - |
| Fueras de juego    | - | - |
| Posesión del balón | % | % |

| Alineación inicial |

| 1     | POR   | Irving Rodríguez        |     |
| 17    | DEF   | Diego Hernández         |     |
| 21    | DEF   | Ricardo López           |     |
| 13    | DEF   | Adrián Justo            |     |
| 15    | DEF   | Erick Kumul             |     |
| 22    | MED   | Carlos Campos           |     |
| 5     | MED   | Mauricio Hernández      |     |
| 16    | MED   | José Antonio Hernández  | 89' |
| 12    | MED   | Juan de Dios Ramírez    | 87' |
| 7     | DEL   | Alan Alberto            |     |
| 11    | DEL   | Elías Góndola           |     |
| D. T. | D. T. | Héctor Jair Real Cobian |     |

| 23    | POR   | Miguel Ángel Tejada |     |
| 2     | DEF   | Cristian Ocaña      |     |
| 4     | DEF   | Carlos Arreola      |     |
| 22    | DEF   | Raúl Valdez         | 72' |
| 8     | DEF   | Óscar Becerra       |     |
| 16    | MED   | José Meza           |     |
| 10    | MED   | Aldo Monzonis       |     |
| 28    | MED   | Luis García         |     |
| 5     | MED   | Benjamín Méndez     |     |
| 27    | DEL   | Víctor Mañón        | 67' |
| 19    | DEL   | Eduardo Mendoza     | 58' |
| D. T. | D. T. | Víctor Mora         |     |

| 19 | Delantero | Ernesto Sosa   | 87' |
| 10 | Delantero | Mario Cárdenas | 89' |

| 14 | Centrocampista | David Carmona | 58' |
| 24 | Delantero      | Miguel Nuño   | 67' |
| 20 | Centrocampista | Miguel Guzmán | 72' |

| 1' · 82' | E. Mendoza M. Guzmán | 0:1 0:2 |

| 73' · 81' | Cristian Ocaña Benjamín Méndez |

| Principal  | Luis Daniel Chávez León            |
| Asistentes | Isaac Javier Farías Moreno         |
|            | Carlos Eduardo Torrentera Arellano |
| Cuarto     | Edgardo Espejo Tello               |

|                    |   |   |
| Tiros              | - | - |
| Tiros a puerta     | - | - |
| Faltas             | - | - |
| Saques de esquina  | - | - |
| Penaltis           | - | - |
| Fueras de juego    | - | - |
| Posesión del balón | % | % |

| Alineación inicial |

#### Final Vuelta
| 23    | POR   | Miguel Tejeda   |     |
| 2     | DEF   | Cristian Ocaña  | 60' |
| 4     | DEF   | Carlos Arreola  |     |
| 8     | DEF   | Óscar Becerra   |     |
| 22    | DEF   | Raúl Valdez     |     |
| 5     | MED   | Benjamín Méndez |     |
| 10    | MED   | Aldo Monzonis   | 77' |
| 16    | MED   | José Meza       |     |
| 19    | DEL   | Eduardo Mendoza |     |
| 27    | DEL   | Víctor Mañón    | 41' |
| 28    | DEL   | Luis García     |     |
| D. T. | D. T. | Víctor Mora     |     |

| 1     | POR   | Irving Rodríguez   |     |
| 13    | DEF   | Adrián Justo       |     |
| 15    | DEF   | Erick Kumul        |     |
| 21    | DEF   | Ricardo López      | 45' |
| 23    | DEF   | Carlos Lugo        | 72' |
| 5     | MED   | Mauricio Hernández |     |
| 12    | MED   | Juan Ramírez       |     |
| 14    | MED   | Livano Salas       |     |
| 17    | MED   | Diego Hernández    | 61' |
| 22    | MED   | Carlos Campos      |     |
| 11    | DEL   | Freddy Góndola     |     |
| D. T. | D. T. | Héctor Real        |     |

| 24 | Delantero      | Miguel Nuño     | 41' |
| 3  | Defensa        | José López      | 60' |
| 6  | Centrocampista | Pedro Hernández | 77' |

| 7  | Delantero      | Alan Jaramillo    | 45' |
| 19 | Delantero      | Ernesto Sosa      | 61' |
| 16 | Centrocampista | Antonio Hernández | 72' |

| 8' · 23' · 46' | Aldo Monzonis Víctor Mañón Raúl Valdez | 1:0 2:0 3:0 |

| 45' | Freddy Góndola |

| , 45' | Freddy Góndola |

| Principal  | Guillermo Pacheco Larios           |
| Asistentes | Leonardo Javier Castillo Rodríguez |
|            | Jonathan Maximiliano Gómez Olmos   |
| Cuarto     | Ricardo Ulises Norman Ortiz        |

|                    |   |   |
| Tiros              | - | - |
| Tiros a puerta     | - | - |
| Faltas             | - | - |
| Saques de esquina  | - | - |
| Penaltis           | - | - |
| Fueras de juego    | - | - |
| Posesión del balón | % | % |

| Alineación inicial |

| 23    | POR   | Miguel Tejeda   |     |
| 2     | DEF   | Cristian Ocaña  | 60' |
| 4     | DEF   | Carlos Arreola  |     |
| 8     | DEF   | Óscar Becerra   |     |
| 22    | DEF   | Raúl Valdez     |     |
| 5     | MED   | Benjamín Méndez |     |
| 10    | MED   | Aldo Monzonis   | 77' |
| 16    | MED   | José Meza       |     |
| 19    | DEL   | Eduardo Mendoza |     |
| 27    | DEL   | Víctor Mañón    | 41' |
| 28    | DEL   | Luis García     |     |
| D. T. | D. T. | Víctor Mora     |     |

| 1     | POR   | Irving Rodríguez   |     |
| 13    | DEF   | Adrián Justo       |     |
| 15    | DEF   | Erick Kumul        |     |
| 21    | DEF   | Ricardo López      | 45' |
| 23    | DEF   | Carlos Lugo        | 72' |
| 5     | MED   | Mauricio Hernández |     |
| 12    | MED   | Juan Ramírez       |     |
| 14    | MED   | Livano Salas       |     |
| 17    | MED   | Diego Hernández    | 61' |
| 22    | MED   | Carlos Campos      |     |
| 11    | DEL   | Freddy Góndola     |     |
| D. T. | D. T. | Héctor Real        |     |

| 24 | Delantero      | Miguel Nuño     | 41' |
| 3  | Defensa        | José López      | 60' |
| 6  | Centrocampista | Pedro Hernández | 77' |

| 7  | Delantero      | Alan Jaramillo    | 45' |
| 19 | Delantero      | Ernesto Sosa      | 61' |
| 16 | Centrocampista | Antonio Hernández | 72' |

| 8' · 23' · 46' | Aldo Monzonis Víctor Mañón Raúl Valdez | 1:0 2:0 3:0 |

| 45' | Freddy Góndola |

| , 45' | Freddy Góndola |

| Principal  | Guillermo Pacheco Larios           |
| Asistentes | Leonardo Javier Castillo Rodríguez |
|            | Jonathan Maximiliano Gómez Olmos   |
| Cuarto     | Ricardo Ulises Norman Ortiz        |

|                    |   |   |
| Tiros              | - | - |
| Tiros a puerta     | - | - |
| Faltas             | - | - |
| Saques de esquina  | - | - |
| Penaltis           | - | - |
| Fueras de juego    | - | - |
| Posesión del balón | % | % |

| Alineación inicial |

| 23    | POR   | Miguel Tejeda   |     |
| 2     | DEF   | Cristian Ocaña  | 60' |
| 4     | DEF   | Carlos Arreola  |     |
| 8     | DEF   | Óscar Becerra   |     |
| 22    | DEF   | Raúl Valdez     |     |
| 5     | MED   | Benjamín Méndez |     |
| 10    | MED   | Aldo Monzonis   | 77' |
| 16    | MED   | José Meza       |     |
| 19    | DEL   | Eduardo Mendoza |     |
| 27    | DEL   | Víctor Mañón    | 41' |
| 28    | DEL   | Luis García     |     |
| D. T. | D. T. | Víctor Mora     |     |

| 1     | POR   | Irving Rodríguez   |     |
| 13    | DEF   | Adrián Justo       |     |
| 15    | DEF   | Erick Kumul        |     |
| 21    | DEF   | Ricardo López      | 45' |
| 23    | DEF   | Carlos Lugo        | 72' |
| 5     | MED   | Mauricio Hernández |     |
| 12    | MED   | Juan Ramírez       |     |
| 14    | MED   | Livano Salas       |     |
| 17    | MED   | Diego Hernández    | 61' |
| 22    | MED   | Carlos Campos      |     |
| 11    | DEL   | Freddy Góndola     |     |
| D. T. | D. T. | Héctor Real        |     |

| 24 | Delantero      | Miguel Nuño     | 41' |
| 3  | Defensa        | José López      | 60' |
| 6  | Centrocampista | Pedro Hernández | 77' |

| 7  | Delantero      | Alan Jaramillo    | 45' |
| 19 | Delantero      | Ernesto Sosa      | 61' |
| 16 | Centrocampista | Antonio Hernández | 72' |

| 8' · 23' · 46' | Aldo Monzonis Víctor Mañón Raúl Valdez | 1:0 2:0 3:0 |

| 45' | Freddy Góndola |

| , 45' | Freddy Góndola |

| Principal  | Guillermo Pacheco Larios           |
| Asistentes | Leonardo Javier Castillo Rodríguez |
|            | Jonathan Maximiliano Gómez Olmos   |
| Cuarto     | Ricardo Ulises Norman Ortiz        |

|                    |   |   |
| Tiros              | - | - |
| Tiros a puerta     | - | - |
| Faltas             | - | - |
| Saques de esquina  | - | - |
| Penaltis           | - | - |
| Fueras de juego    | - | - |
| Posesión del balón | % | % |

| Alineación inicial |

| 23    | POR   | Miguel Tejeda   |     |
| 2     | DEF   | Cristian Ocaña  | 60' |
| 4     | DEF   | Carlos Arreola  |     |
| 8     | DEF   | Óscar Becerra   |     |
| 22    | DEF   | Raúl Valdez     |     |
| 5     | MED   | Benjamín Méndez |     |
| 10    | MED   | Aldo Monzonis   | 77' |
| 16    | MED   | José Meza       |     |
| 19    | DEL   | Eduardo Mendoza |     |
| 27    | DEL   | Víctor Mañón    | 41' |
| 28    | DEL   | Luis García     |     |
| D. T. | D. T. | Víctor Mora     |     |

| 1     | POR   | Irving Rodríguez   |     |
| 13    | DEF   | Adrián Justo       |     |
| 15    | DEF   | Erick Kumul        |     |
| 21    | DEF   | Ricardo López      | 45' |
| 23    | DEF   | Carlos Lugo        | 72' |
| 5     | MED   | Mauricio Hernández |     |
| 12    | MED   | Juan Ramírez       |     |
| 14    | MED   | Livano Salas       |     |
| 17    | MED   | Diego Hernández    | 61' |
| 22    | MED   | Carlos Campos      |     |
| 11    | DEL   | Freddy Góndola     |     |
| D. T. | D. T. | Héctor Real        |     |

| 24 | Delantero      | Miguel Nuño     | 41' |
| 3  | Defensa        | José López      | 60' |
| 6  | Centrocampista | Pedro Hernández | 77' |

| 7  | Delantero      | Alan Jaramillo    | 45' |
| 19 | Delantero      | Ernesto Sosa      | 61' |
| 16 | Centrocampista | Antonio Hernández | 72' |

| 8' · 23' · 46' | Aldo Monzonis Víctor Mañón Raúl Valdez | 1:0 2:0 3:0 |

| 45' | Freddy Góndola |

| , 45' | Freddy Góndola |

| Principal  | Guillermo Pacheco Larios           |
| Asistentes | Leonardo Javier Castillo Rodríguez |
|            | Jonathan Maximiliano Gómez Olmos   |
| Cuarto     | Ricardo Ulises Norman Ortiz        |

|                    |   |   |
| Tiros              | - | - |
| Tiros a puerta     | - | - |
| Faltas             | - | - |
| Saques de esquina  | - | - |
| Penaltis           | - | - |
| Fueras de juego    | - | - |
| Posesión del balón | % | % |

| Alineación inicial |

### Liguilla de Filiales
|  | Cuartos de final                                 | Cuartos de final                                 | Cuartos de final                                 |   |            | Semifinales                        | Semifinales                        | Semifinales                        |  |  | Final                                | Final                                | Final                                |
|  | 25 y 26 de abril (ida) 28 y 29 de abril (vuelta) | 25 y 26 de abril (ida) 28 y 29 de abril (vuelta) | 25 y 26 de abril (ida) 28 y 29 de abril (vuelta) |   |            | 3 de mayo (ida) 5 de mayo (vuelta) | 3 de mayo (ida) 5 de mayo (vuelta) | 3 de mayo (ida) 5 de mayo (vuelta) |  |  | 10 de mayo (ida) 13 de mayo (vuelta) | 10 de mayo (ida) 13 de mayo (vuelta) | 10 de mayo (ida) 13 de mayo (vuelta) |
|  |                                                  |                                                  |                                                  |   |            |                                    |                                    |                                    |  |  |                                      |                                      |                                      |
|  | Necaxa "B"                                       | 0                                                | 5                                                |   |            |                                    |                                    |                                    |  |  |                                      |                                      |                                      |
|  | Veracruz "B"                                     | 1                                                | 1                                                |   |            |                                    |                                    |                                    |  |  |                                      |                                      |                                      |
|  | Veracruz "B"                                     | 1                                                | 1                                                |   | Necaxa "B" | 0                                  | 4                                  |                                    |  |  |                                      |                                      |                                      |
|  |                                                  |                                                  |                                                  |   | Necaxa "B" | 0                                  | 4                                  |                                    |  |  |                                      |                                      |                                      |
|  |                                                  | Querétaro "B"                                    | 1                                                | 0 |            |                                    |                                    |                                    |  |  |                                      |                                      |                                      |
|  | Tigres UANL "B"                                  | Querétaro "B"                                    | 1                                                | 0 | 1          | 1                                  |                                    |                                    |  |  |                                      |                                      |                                      |
|  | Tigres UANL "B"                                  |                                                  |                                                  |   | 1          | 1                                  |                                    |                                    |  |  |                                      |                                      |                                      |
|  | Querétaro "B"                                    | 0                                                | 2                                                |   |            |                                    |                                    |                                    |  |  |                                      |                                      |                                      |
|  |                                                  |                                                  |                                                  |   |            |                                    |                                    |                                    |  |  | Necaxa "B"                           | 2                                    | 1                                    |
|  |                                                  |                                                  | Puebla "B"                                       | 1 | 0          |                                    |                                    |                                    |  |  |                                      |                                      |                                      |
|  | América "B"                                      | 1                                                | 3                                                |   |            |                                    |                                    |                                    |  |  |                                      |                                      |                                      |
|  | Puebla "B"                                       | 3                                                | 2                                                |   |            |                                    |                                    |                                    |  |  |                                      |                                      |                                      |
|  | Puebla "B"                                       | 3                                                | 2                                                |   | Puebla "B" | 1                                  | 1                                  |                                    |  |  |                                      |                                      |                                      |
|  |                                                  |                                                  |                                                  |   | Puebla "B" | 1                                  | 1                                  |                                    |  |  |                                      |                                      |                                      |
|  |                                                  | Guadalajara "B"                                  | 0                                                | 0 |            |                                    |                                    |                                    |  |  |                                      |                                      |                                      |
|  | Atlas "B"                                        | Guadalajara "B"                                  | 0                                                | 0 | 2          | 2                                  |                                    |                                    |  |  |                                      |                                      |                                      |
|  | Atlas "B"                                        |                                                  |                                                  |   | 2          | 2                                  |                                    |                                    |  |  |                                      |                                      |                                      |
|  | Guadalajara "B"                                  | 3                                                | 2                                                |   |            |                                    |                                    |                                    |  |  |                                      |                                      |                                      |

#### Cuartos de final
| 26 de abril, 17:00 | Veracruz "B"  | 1:0 (0:0) | Necaxa "B" | Estadio Luis "Pirata" Fuente, Veracruz                        |                                                               |
|                    | A. Avilés 46' | Reporte   |            | Asistencia: 500 espectadores Árbitro(s): Moisés Clement Lezma | Asistencia: 500 espectadores Árbitro(s): Moisés Clement Lezma |

| 29 de abril, 11:00                                          | Necaxa "B"                                                                            | 5:1 (3:0) | Veracruz "B"  | Estadio Victoria, Aguascalientes |  |
|                                                             | J. Velasco 26' · A. Aguirre 36' · P. Esquivel 44' · C. Camacho 60' · J. Rodríguez 92' | Reporte   | F. Chévez 64' |                                  |  |
| Con marcador global de 5-2, Necaxa "B" avanza a semifinales |                                                                                       |           |               |                                  |  |

| 25 de abril, 17:00 | Querétaro "B" | 0:1 (0:0) | Tigres UANL "B" | Estadio Corregidora, Querétaro                                          |                                                                         |
|                    |               | Reporte   | J. Aranda 83'   | Asistencia: 500 espectadores Árbitro(s): Luis Jonathan Vásquez Trujillo | Asistencia: 500 espectadores Árbitro(s): Luis Jonathan Vásquez Trujillo |

| 28 de abril, 11:30                                                                                              | Tigres UANL "B"    | 1:2 (0:0) | Querétaro "B"              | Instalaciones de Zuazua, General Zuazua                         |                                                                 |
| | M. Quintanilla 64' | Reporte   | Y. Reyes 71' · L. Romo 85' | Asistencia: 198 espectadores Árbitro(s): José Luis Luna Ramírez | Asistencia: 198 espectadores Árbitro(s): José Luis Luna Ramírez |
| Pese a empatar 3-3 en el marcador global, Querétaro "B" avanza a semifinales por la regla del gol de visitante. |                    |           |                            |                                                                 |                                                                 |

| 26 de abril, 11:00 | Puebla "B"                                  | 3:1 (2:1) | América "B" | Complejo Deportivo Los Olivos, Puebla                                  |                                                                        |
|                    | A. Ruiz 4' · D. Aymerich 30' · R. Ortiz 56' | Reporte   | J. Leal 23' | Asistencia: 200 espectadores Árbitro(s): Luis Gerardo García Rodríguez | Asistencia: 200 espectadores Árbitro(s): Luis Gerardo García Rodríguez |

| 29 de abril, 10:00                                          | América "B"                    | 3:2 (0:1) | Puebla "B"                                   | Instalaciones Club América Coapa Cancha 2, Ciudad de México |  |
|                                                             | A. Díaz 70' · V. Rodríguez 75' | Reporte   | D. Aymerich 3' · K. Rudman 47' · A. Ruiz 91' |                                                             |  |
| Con marcador global de 5-4, Puebla "B" avanza a semifinales |                                |           |                                              |                                                             |  |

| 25 de abril, 10:00 | Guadalajara "B"                                | 3:2 (1:1) | Atlas "B"                      | Verde Valle, Zapopan                                                     |                                                                          |
|                    | J. González 29' · C. Ochoa 75' · J. Medina 91' | Reporte   | J. Gaspar 19' · D. Barbosa 62' | Asistencia: 200 espectadores Árbitro(s): Eduardo Alberto Vázquez Aguilar | Asistencia: 200 espectadores Árbitro(s): Eduardo Alberto Vázquez Aguilar |

| 28 de abril, 11:30                                               | Atlas "B"                      | 2:2 (0:2) | Guadalajara "B"                | Estadio Alfredo "Pistache" Torres, Zapopan                               |                                                                          |
|                                                                  | J. Monroy 77' · U. Acevedo 85' | Reporte   | J. Peralta 8' · H. Reynoso 45' | Asistencia: 400 espectadores Árbitro(s): Antonio de Jesús Olalde Vázquez | Asistencia: 400 espectadores Árbitro(s): Antonio de Jesús Olalde Vázquez |
| Con marcador global de 5-4, Guadalajara "B" avanza a semifinales |                                |           |                                |                                                                          |                                                                          |

#### Semifinales
| 3 de mayo, 17:00 | Querétaro "B" | 1:0 (0:0) | Necaxa "B" | Estadio Corregidora, Querétaro                                          |                                                                         |
|                  | Y. Reyes 81'  | Reporte   |            | Asistencia: 300 espectadores Árbitro(s): Maximiliano Quintero Hernández | Asistencia: 300 espectadores Árbitro(s): Maximiliano Quintero Hernández |

| 6 de mayo, 11:00                                          | Necaxa "B"                                          | 4:0 (2:0) | Querétaro "B" | Estadio Victoria, Aguascalientes                                           |                                                                            |
|                                                           | U. López 11', 70' · C. Camacho 38' · A. Aguirre 62' | Reporte   |               | Asistencia: 315 espectadores Árbitro(s): Francisco María González Martínez | Asistencia: 315 espectadores Árbitro(s): Francisco María González Martínez |
| Con marcador global de 4-1, Necaxa "B" avanza a la final. |                                                     |           |               |                                                                            |                                                                            |

| 3 de mayo, 11:00 | Puebla "B"    | 1:0 (1:0) | Guadalajara "B" | Complejo Deportivo Los Olivos, Puebla                                   |                                                                         |
|                  | K. Rudman 12' | Reporte   |                 | Asistencia: 500 espectadores Árbitro(s): Luis Jonathan Vásquez Trujillo | Asistencia: 500 espectadores Árbitro(s): Luis Jonathan Vásquez Trujillo |

| 6 de mayo, 10:00                                         | Guadalajara "B" | 0:1 (0:0) | Puebla "B"      | Verde Valle, Zapopan                                              |                                                                   |
|                                                          |                 | Reporte   | P. González 57' | Asistencia: 200 espectadores Árbitro(s): Jesús Rafael López Valle | Asistencia: 200 espectadores Árbitro(s): Jesús Rafael López Valle |
| Con marcador global de 2-0, Puebla "B" avanza a la final |                 |           |                 |                                                                   |                                                                   |

#### Final
| 10 de mayo, 16:00 | Puebla "B"      | 1:2 (0:2) | Necaxa "B"                    | Estadio Cuauhtémoc, Puebla                                              |                                                                         |
|                   | P. González 57' | Reporte   | C. Camacho 17' · U. López 25' | Asistencia: 1540 espectadores Árbitro(s): Luis Gerardo García Rodríguez | Asistencia: 1540 espectadores Árbitro(s): Luis Gerardo García Rodríguez |

| 13 de mayo, 11:00                                                                                     | Necaxa "B"       | 1:0 (0:0) | Puebla "B" | Estadio Victoria, Aguascalientes                                   |                                                                    |
| | S. Narváez 90+1' | Reporte   |            | Asistencia: 2300 espectadores Árbitro(s): Jesús Rafael López Valle | Asistencia: 2300 espectadores Árbitro(s): Jesús Rafael López Valle |
| Con marcador global de 3-1, Necaxa "B" es campeón de la Liguilla de Filiales del Torneo Clausura 2018 |                  |           |            |                                                                    |                                                                    |

#### Final Ida
| 30    | POR   | Jesús Rodríguez |     |
| 15    | DEF   | Diego Cruz      |     |
| 86    | DEF   | Uriel Flores    |     |
| 102   | DEF   | Gustavo Ramos   |     |
| 103   | DEF   | Abraham Ruíz    | 45' |
| 123   | DEF   | Igor De Freitas |     |
| 99    | MED   | Juan Pavón      |     |
| 100   | MED   | Pablo González  |     |
| 109   | DEL   | David Aymerich  |     |
| 110   | DEL   | Rafael Ortíz    | 83' |
| 302   | DEL   | Kevin Rudman    | 45' |
| D. T. | D. T. | Horacio Arce    |     |

| 101   | POR   | Luis Chávez    |     |
| 102   | DEF   | Ervin Escobar  |     |
| 104   | DEF   | Jesús Veyna    |     |
| 105   | DEF   | Abel Aguirre   |     |
| 286   | DEF   | Edson Chávez   |     |
| 127   | MED   | Rubén Arzate   | 85' |
| 109   | MED   | Carlos Camacho |     |
| 108   | MED   | Irvin Mojica   |     |
| 106   | MED   | Pedro Esquivel |     |
| 122   | DEL   | José Velasco   | 80' |
| 119   | DEL   | Uriel López    | 62' |
| D. T. | D. T. | Jorge Martínez |     |

| 108 | Delantero      | Leonel Navarrete | 45' |
| 95  | Centrocampista | Roger Hernández  | 45' |
| 91  | Delantero      | Luis Páez        | 83' |

| 284 | Centrocampista | Jorge Cornejo      | 62' |
| 110 | Delantero      | Jonathan Rodríguez | 80' |
| 130 | Delantero      | Ray Narváez        | 85' |

| 57' | Pablo González | 1:2 |

| 17' · 25' | Carlos Camacho Uriel López | 0:1 0:2 |

| 63' | Uriel Flores |

| 64' | Irvin Mojica |

| Principal  | Luis Gerardo García Rodríguez      |
| Asistentes | Mario Alberto Ramírez Sánchez      |
|            | Francisco Javier Márquez Netzahual |
| Cuarto     | Luis Jonathan Vásquez Trujillo     |

|                    |   |   |
| Tiros              | - | - |
| Tiros a puerta     | - | - |
| Faltas             | - | - |
| Saques de esquina  | - | - |
| Penaltis           | - | - |
| Fueras de juego    | - | - |
| Posesión del balón | % | % |

| Alineación inicial |

| 30    | POR   | Jesús Rodríguez |     |
| 15    | DEF   | Diego Cruz      |     |
| 86    | DEF   | Uriel Flores    |     |
| 102   | DEF   | Gustavo Ramos   |     |
| 103   | DEF   | Abraham Ruíz    | 45' |
| 123   | DEF   | Igor De Freitas |     |
| 99    | MED   | Juan Pavón      |     |
| 100   | MED   | Pablo González  |     |
| 109   | DEL   | David Aymerich  |     |
| 110   | DEL   | Rafael Ortíz    | 83' |
| 302   | DEL   | Kevin Rudman    | 45' |
| D. T. | D. T. | Horacio Arce    |     |

| 101   | POR   | Luis Chávez    |     |
| 102   | DEF   | Ervin Escobar  |     |
| 104   | DEF   | Jesús Veyna    |     |
| 105   | DEF   | Abel Aguirre   |     |
| 286   | DEF   | Edson Chávez   |     |
| 127   | MED   | Rubén Arzate   | 85' |
| 109   | MED   | Carlos Camacho |     |
| 108   | MED   | Irvin Mojica   |     |
| 106   | MED   | Pedro Esquivel |     |
| 122   | DEL   | José Velasco   | 80' |
| 119   | DEL   | Uriel López    | 62' |
| D. T. | D. T. | Jorge Martínez |     |

| 108 | Delantero      | Leonel Navarrete | 45' |
| 95  | Centrocampista | Roger Hernández  | 45' |
| 91  | Delantero      | Luis Páez        | 83' |

| 284 | Centrocampista | Jorge Cornejo      | 62' |
| 110 | Delantero      | Jonathan Rodríguez | 80' |
| 130 | Delantero      | Ray Narváez        | 85' |

| 57' | Pablo González | 1:2 |

| 17' · 25' | Carlos Camacho Uriel López | 0:1 0:2 |

| 63' | Uriel Flores |

| 64' | Irvin Mojica |

| Principal  | Luis Gerardo García Rodríguez      |
| Asistentes | Mario Alberto Ramírez Sánchez      |
|            | Francisco Javier Márquez Netzahual |
| Cuarto     | Luis Jonathan Vásquez Trujillo     |

|                    |   |   |
| Tiros              | - | - |
| Tiros a puerta     | - | - |
| Faltas             | - | - |
| Saques de esquina  | - | - |
| Penaltis           | - | - |
| Fueras de juego    | - | - |
| Posesión del balón | % | % |

| Alineación inicial |

| 30    | POR   | Jesús Rodríguez |     |
| 15    | DEF   | Diego Cruz      |     |
| 86    | DEF   | Uriel Flores    |     |
| 102   | DEF   | Gustavo Ramos   |     |
| 103   | DEF   | Abraham Ruíz    | 45' |
| 123   | DEF   | Igor De Freitas |     |
| 99    | MED   | Juan Pavón      |     |
| 100   | MED   | Pablo González  |     |
| 109   | DEL   | David Aymerich  |     |
| 110   | DEL   | Rafael Ortíz    | 83' |
| 302   | DEL   | Kevin Rudman    | 45' |
| D. T. | D. T. | Horacio Arce    |     |

| 101   | POR   | Luis Chávez    |     |
| 102   | DEF   | Ervin Escobar  |     |
| 104   | DEF   | Jesús Veyna    |     |
| 105   | DEF   | Abel Aguirre   |     |
| 286   | DEF   | Edson Chávez   |     |
| 127   | MED   | Rubén Arzate   | 85' |
| 109   | MED   | Carlos Camacho |     |
| 108   | MED   | Irvin Mojica   |     |
| 106   | MED   | Pedro Esquivel |     |
| 122   | DEL   | José Velasco   | 80' |
| 119   | DEL   | Uriel López    | 62' |
| D. T. | D. T. | Jorge Martínez |     |

| 108 | Delantero      | Leonel Navarrete | 45' |
| 95  | Centrocampista | Roger Hernández  | 45' |
| 91  | Delantero      | Luis Páez        | 83' |

| 284 | Centrocampista | Jorge Cornejo      | 62' |
| 110 | Delantero      | Jonathan Rodríguez | 80' |
| 130 | Delantero      | Ray Narváez        | 85' |

| 57' | Pablo González | 1:2 |

| 17' · 25' | Carlos Camacho Uriel López | 0:1 0:2 |

| 63' | Uriel Flores |

| 64' | Irvin Mojica |

| Principal  | Luis Gerardo García Rodríguez      |
| Asistentes | Mario Alberto Ramírez Sánchez      |
|            | Francisco Javier Márquez Netzahual |
| Cuarto     | Luis Jonathan Vásquez Trujillo     |

|                    |   |   |
| Tiros              | - | - |
| Tiros a puerta     | - | - |
| Faltas             | - | - |
| Saques de esquina  | - | - |
| Penaltis           | - | - |
| Fueras de juego    | - | - |
| Posesión del balón | % | % |

| Alineación inicial |

| 30    | POR   | Jesús Rodríguez |     |
| 15    | DEF   | Diego Cruz      |     |
| 86    | DEF   | Uriel Flores    |     |
| 102   | DEF   | Gustavo Ramos   |     |
| 103   | DEF   | Abraham Ruíz    | 45' |
| 123   | DEF   | Igor De Freitas |     |
| 99    | MED   | Juan Pavón      |     |
| 100   | MED   | Pablo González  |     |
| 109   | DEL   | David Aymerich  |     |
| 110   | DEL   | Rafael Ortíz    | 83' |
| 302   | DEL   | Kevin Rudman    | 45' |
| D. T. | D. T. | Horacio Arce    |     |

| 101   | POR   | Luis Chávez    |     |
| 102   | DEF   | Ervin Escobar  |     |
| 104   | DEF   | Jesús Veyna    |     |
| 105   | DEF   | Abel Aguirre   |     |
| 286   | DEF   | Edson Chávez   |     |
| 127   | MED   | Rubén Arzate   | 85' |
| 109   | MED   | Carlos Camacho |     |
| 108   | MED   | Irvin Mojica   |     |
| 106   | MED   | Pedro Esquivel |     |
| 122   | DEL   | José Velasco   | 80' |
| 119   | DEL   | Uriel López    | 62' |
| D. T. | D. T. | Jorge Martínez |     |

| 108 | Delantero      | Leonel Navarrete | 45' |
| 95  | Centrocampista | Roger Hernández  | 45' |
| 91  | Delantero      | Luis Páez        | 83' |

| 284 | Centrocampista | Jorge Cornejo      | 62' |
| 110 | Delantero      | Jonathan Rodríguez | 80' |
| 130 | Delantero      | Ray Narváez        | 85' |

| 57' | Pablo González | 1:2 |

| 17' · 25' | Carlos Camacho Uriel López | 0:1 0:2 |

| 63' | Uriel Flores |

| 64' | Irvin Mojica |

| Principal  | Luis Gerardo García Rodríguez      |
| Asistentes | Mario Alberto Ramírez Sánchez      |
|            | Francisco Javier Márquez Netzahual |
| Cuarto     | Luis Jonathan Vásquez Trujillo     |

|                    |   |   |
| Tiros              | - | - |
| Tiros a puerta     | - | - |
| Faltas             | - | - |
| Saques de esquina  | - | - |
| Penaltis           | - | - |
| Fueras de juego    | - | - |
| Posesión del balón | % | % |

| Alineación inicial |

#### Final Vuelta
| 101   | POR   | Luis Chávez    |     |
| 102   | DEF   | Ervin Escobar  |     |
| 104   | DEF   | Jesús Veyna    |     |
| 286   | DEF   | Edson Chávez   |     |
| 105   | DEF   | Abel Aguirre   |     |
| 106   | MED   | Pedro Esquivel |     |
| 108   | MED   | Irvin Mojica   |     |
| 109   | MED   | Carlos Camacho |     |
| 127   | MED   | Rubén Arzate   | 76' |
| 119   | DEL   | Uriel López    | 64' |
| 122   | DEL   | José Velasco   | 79' |
| D. T. | D. T. | Jorge Martínez |     |

| 30    | POR   | Jesús Rodríguez  |     |
| 15    | DEF   | Diego Cruz       |     |
| 86    | DEF   | Uriel Flores     | 88' |
| 102   | DEF   | Gustavo Ramos    |     |
| 123   | DEF   | Igor De Freitas  | 65' |
| 95    | MED   | Roger Hernández  | 54' |
| 99    | MED   | Juan Pavón       |     |
| 100   | MED   | Pablo González   |     |
| 108   | DEL   | Leonel Navarrete |     |
| 109   | DEL   | David Aymerich   |     |
| 110   | DEL   | Rafael Ortiz     |     |
| D. T. | D. T. | Horacio Arce     |     |

| 121 | Centrocampista | Pavel Marín   | 64' |
| 284 | Centrocampista | Jorge Cornejo | 76' |
| 130 | Delantero      | Ray Narváez   | 79' |

| 103 | Defensa        | Abraham Ruíz | 54' |
| 91  | Delantero      | Luis Páez    | 65' |
| 101 | Centrocampista | José Ramírez | 88' |

| 90+1' | Ray Narváez | 1:0 |

| 29' · 74' · 78' · 80' | Irvin Mojica Rubén Arzate José Velasco Luis Chávez |

| 19' · 30' · 78' · 90' · 90' | Roger Hernández Igor De Freitas Jesús Rodríguez Rafael Ortiz Leonel Navarrete |

| Principal  | Jesús Rafael López Valle          |
| Asistentes | Francisco Alejandro Sánchez Pérez |
|            | Sandra Elizabeth Ramírez Alemán   |
| Cuarto     | Joaquín Alberto Vizcarra Armenta  |

|                    |   |   |
| Tiros              | - | - |
| Tiros a puerta     | - | - |
| Faltas             | - | - |
| Saques de esquina  | - | - |
| Penaltis           | - | - |
| Fueras de juego    | - | - |
| Posesión del balón | % | % |

| Alineación inicial |

| 101   | POR   | Luis Chávez    |     |
| 102   | DEF   | Ervin Escobar  |     |
| 104   | DEF   | Jesús Veyna    |     |
| 286   | DEF   | Edson Chávez   |     |
| 105   | DEF   | Abel Aguirre   |     |
| 106   | MED   | Pedro Esquivel |     |
| 108   | MED   | Irvin Mojica   |     |
| 109   | MED   | Carlos Camacho |     |
| 127   | MED   | Rubén Arzate   | 76' |
| 119   | DEL   | Uriel López    | 64' |
| 122   | DEL   | José Velasco   | 79' |
| D. T. | D. T. | Jorge Martínez |     |

| 30    | POR   | Jesús Rodríguez  |     |
| 15    | DEF   | Diego Cruz       |     |
| 86    | DEF   | Uriel Flores     | 88' |
| 102   | DEF   | Gustavo Ramos    |     |
| 123   | DEF   | Igor De Freitas  | 65' |
| 95    | MED   | Roger Hernández  | 54' |
| 99    | MED   | Juan Pavón       |     |
| 100   | MED   | Pablo González   |     |
| 108   | DEL   | Leonel Navarrete |     |
| 109   | DEL   | David Aymerich   |     |
| 110   | DEL   | Rafael Ortiz     |     |
| D. T. | D. T. | Horacio Arce     |     |

| 121 | Centrocampista | Pavel Marín   | 64' |
| 284 | Centrocampista | Jorge Cornejo | 76' |
| 130 | Delantero      | Ray Narváez   | 79' |

| 103 | Defensa        | Abraham Ruíz | 54' |
| 91  | Delantero      | Luis Páez    | 65' |
| 101 | Centrocampista | José Ramírez | 88' |

| 90+1' | Ray Narváez | 1:0 |

| 29' · 74' · 78' · 80' | Irvin Mojica Rubén Arzate José Velasco Luis Chávez |

| 19' · 30' · 78' · 90' · 90' | Roger Hernández Igor De Freitas Jesús Rodríguez Rafael Ortiz Leonel Navarrete |

| Principal  | Jesús Rafael López Valle          |
| Asistentes | Francisco Alejandro Sánchez Pérez |
|            | Sandra Elizabeth Ramírez Alemán   |
| Cuarto     | Joaquín Alberto Vizcarra Armenta  |

|                    |   |   |
| Tiros              | - | - |
| Tiros a puerta     | - | - |
| Faltas             | - | - |
| Saques de esquina  | - | - |
| Penaltis           | - | - |
| Fueras de juego    | - | - |
| Posesión del balón | % | % |

| Alineación inicial |

| 101   | POR   | Luis Chávez    |     |
| 102   | DEF   | Ervin Escobar  |     |
| 104   | DEF   | Jesús Veyna    |     |
| 286   | DEF   | Edson Chávez   |     |
| 105   | DEF   | Abel Aguirre   |     |
| 106   | MED   | Pedro Esquivel |     |
| 108   | MED   | Irvin Mojica   |     |
| 109   | MED   | Carlos Camacho |     |
| 127   | MED   | Rubén Arzate   | 76' |
| 119   | DEL   | Uriel López    | 64' |
| 122   | DEL   | José Velasco   | 79' |
| D. T. | D. T. | Jorge Martínez |     |

| 30    | POR   | Jesús Rodríguez  |     |
| 15    | DEF   | Diego Cruz       |     |
| 86    | DEF   | Uriel Flores     | 88' |
| 102   | DEF   | Gustavo Ramos    |     |
| 123   | DEF   | Igor De Freitas  | 65' |
| 95    | MED   | Roger Hernández  | 54' |
| 99    | MED   | Juan Pavón       |     |
| 100   | MED   | Pablo González   |     |
| 108   | DEL   | Leonel Navarrete |     |
| 109   | DEL   | David Aymerich   |     |
| 110   | DEL   | Rafael Ortiz     |     |
| D. T. | D. T. | Horacio Arce     |     |

| 121 | Centrocampista | Pavel Marín   | 64' |
| 284 | Centrocampista | Jorge Cornejo | 76' |
| 130 | Delantero      | Ray Narváez   | 79' |

| 103 | Defensa        | Abraham Ruíz | 54' |
| 91  | Delantero      | Luis Páez    | 65' |
| 101 | Centrocampista | José Ramírez | 88' |

| 90+1' | Ray Narváez | 1:0 |

| 29' · 74' · 78' · 80' | Irvin Mojica Rubén Arzate José Velasco Luis Chávez |

| 19' · 30' · 78' · 90' · 90' | Roger Hernández Igor De Freitas Jesús Rodríguez Rafael Ortiz Leonel Navarrete |

| Principal  | Jesús Rafael López Valle          |
| Asistentes | Francisco Alejandro Sánchez Pérez |
|            | Sandra Elizabeth Ramírez Alemán   |
| Cuarto     | Joaquín Alberto Vizcarra Armenta  |

|                    |   |   |
| Tiros              | - | - |
| Tiros a puerta     | - | - |
| Faltas             | - | - |
| Saques de esquina  | - | - |
| Penaltis           | - | - |
| Fueras de juego    | - | - |
| Posesión del balón | % | % |

| Alineación inicial |

| 101   | POR   | Luis Chávez    |     |
| 102   | DEF   | Ervin Escobar  |     |
| 104   | DEF   | Jesús Veyna    |     |
| 286   | DEF   | Edson Chávez   |     |
| 105   | DEF   | Abel Aguirre   |     |
| 106   | MED   | Pedro Esquivel |     |
| 108   | MED   | Irvin Mojica   |     |
| 109   | MED   | Carlos Camacho |     |
| 127   | MED   | Rubén Arzate   | 76' |
| 119   | DEL   | Uriel López    | 64' |
| 122   | DEL   | José Velasco   | 79' |
| D. T. | D. T. | Jorge Martínez |     |

| 30    | POR   | Jesús Rodríguez  |     |
| 15    | DEF   | Diego Cruz       |     |
| 86    | DEF   | Uriel Flores     | 88' |
| 102   | DEF   | Gustavo Ramos    |     |
| 123   | DEF   | Igor De Freitas  | 65' |
| 95    | MED   | Roger Hernández  | 54' |
| 99    | MED   | Juan Pavón       |     |
| 100   | MED   | Pablo González   |     |
| 108   | DEL   | Leonel Navarrete |     |
| 109   | DEL   | David Aymerich   |     |
| 110   | DEL   | Rafael Ortiz     |     |
| D. T. | D. T. | Horacio Arce     |     |

| 121 | Centrocampista | Pavel Marín   | 64' |
| 284 | Centrocampista | Jorge Cornejo | 76' |
| 130 | Delantero      | Ray Narváez   | 79' |

| 103 | Defensa        | Abraham Ruíz | 54' |
| 91  | Delantero      | Luis Páez    | 65' |
| 101 | Centrocampista | José Ramírez | 88' |

| 90+1' | Ray Narváez | 1:0 |

| 29' · 74' · 78' · 80' | Irvin Mojica Rubén Arzate José Velasco Luis Chávez |

| 19' · 30' · 78' · 90' · 90' | Roger Hernández Igor De Freitas Jesús Rodríguez Rafael Ortiz Leonel Navarrete |

| Principal  | Jesús Rafael López Valle          |
| Asistentes | Francisco Alejandro Sánchez Pérez |
|            | Sandra Elizabeth Ramírez Alemán   |
| Cuarto     | Joaquín Alberto Vizcarra Armenta  |

|                    |   |   |
| Tiros              | - | - |
| Tiros a puerta     | - | - |
| Faltas             | - | - |
| Saques de esquina  | - | - |
| Penaltis           | - | - |
| Fueras de juego    | - | - |
| Posesión del balón | % | % |

| Alineación inicial |

## Máximos Goleadores
Lista con los máximos goleadores del torneo, * Datos según la página oficial.
| Pos. | Jugador               | Equipo          | Goles | Minutos |
| ---- | --------------------- | --------------- | ----- | ------- |
| 1.º  | Juan Galindrez        | Tijuana "B"     | 14    | 1293    |
| 2.º  | José Pablo Velasco    | Necaxa "B"      | 9     | 1215    |
| 3.º  | Javier Que            | Tuxtla F.C.     | 9     | 1375    |
| 4.º  | Aldo Monzonis         | Loros de Colima | 9     | 1363    |
| 5.º  | Josué de Jesús Bustos | Gavilanes       | 9     | 1251    |

## Asistencia
- Datos según la página oficial de la competición.

 Fecha de actualización: 22 de abril de 2018
| 1  | 13 399 | 744 | Gavilanes F. C. vs. Guadalajara "B" (5 000)  | Sporting Canamy vs. América "B" (30)                  |
| 2  | 8 553  | 475 | La Piedad vs. Querétaro "B" (1 500)          | Sporting Canamy vs. Cruz Azul "B" (20)                |
| 3  | 10 987 | 610 | Gavilanes F. C. vs. Necaxa "B" (5 555)       | Sporting Canamy vs. Irapuato (50)                     |
| 4  | 7 273  | 404 | Tuxtla F. C. vs. Querétaro "B" (1 500)       | Tijuana "B" vs. Santos Laguna "B" (48)                |
| 5  | 7 500  | 416 | Gavilanes F. C. vs. Tecos F.C. (3 000)       | Sporting Canamy vs. Real Zamora (50)                  |
| 6  | 9 883  | 549 | Tuxtla F. C. vs. Puebla "B" (3 000)          | León "B" vs. Gavilanes F.C. (50)                      |
| 7  | 12 300 | 723 | Gavilanes F. C. vs. Atlético Reynosa (6 200) | Monterrey "B" vs. Loros de Colima (50)                |
| 8  | 17 550 | 975 | La Piedad vs. Pioneros (12 000)              | Inter Playa vs. UNAM "B" (0) (Veto)                   |
| 9  | 5 060  | 281 | Club Tepatitlán vs. Gavilanes F.C. (1 300)   | Sporting Canamy vs. Tuxtla F.C. (50)                  |
| 10 | 7 150  | 397 | Gavilanes F. C. vs. Deportivo Tepic (1 200)  | Irapuato vs. Querétaro "B" (50)                       |
| 11 | 4 700  | 261 | La Piedad vs. Irapuato (1 200)               | América "B" vs. Toluca "B" (50)                       |
| 12 | 15 040 | 836 | Atlético Reynosa vs. Tigres UANL "B" (4 000) | Toluca "B" vs. Cruz Azul "B" (10)                     |
| 13 | 8 350  | 464 | La Piedad vs. Tuxtla F.C. (3 500)            | Tijuana "B" vs. Loros de Colima (50)                  |
| 14 | 10 550 | 586 | Gavilanes F. C. vs. Pacific F.C. (2 000)     | León "B" vs. Atlas "B" (100)                          |
| 15 | 9 841  | 547 | La Piedad vs. Veracruz "B" (2 500)           | Tijuana "B" vs. León "B" (33)                         |
| 16 | 16 130 | 896 | Loros de Colima vs. Necaxa "B" (5 000)       | Deportivo Tepic vs. Pacific F.C. (0) (Puerta cerrada) |
| 17 | 13 937 | 820 | La Piedad vs. Toluca "B" (5 000)             | Tijuana "B" vs. Gavilanes F.C. (50)                   |